# Megalithische tempels van Malta

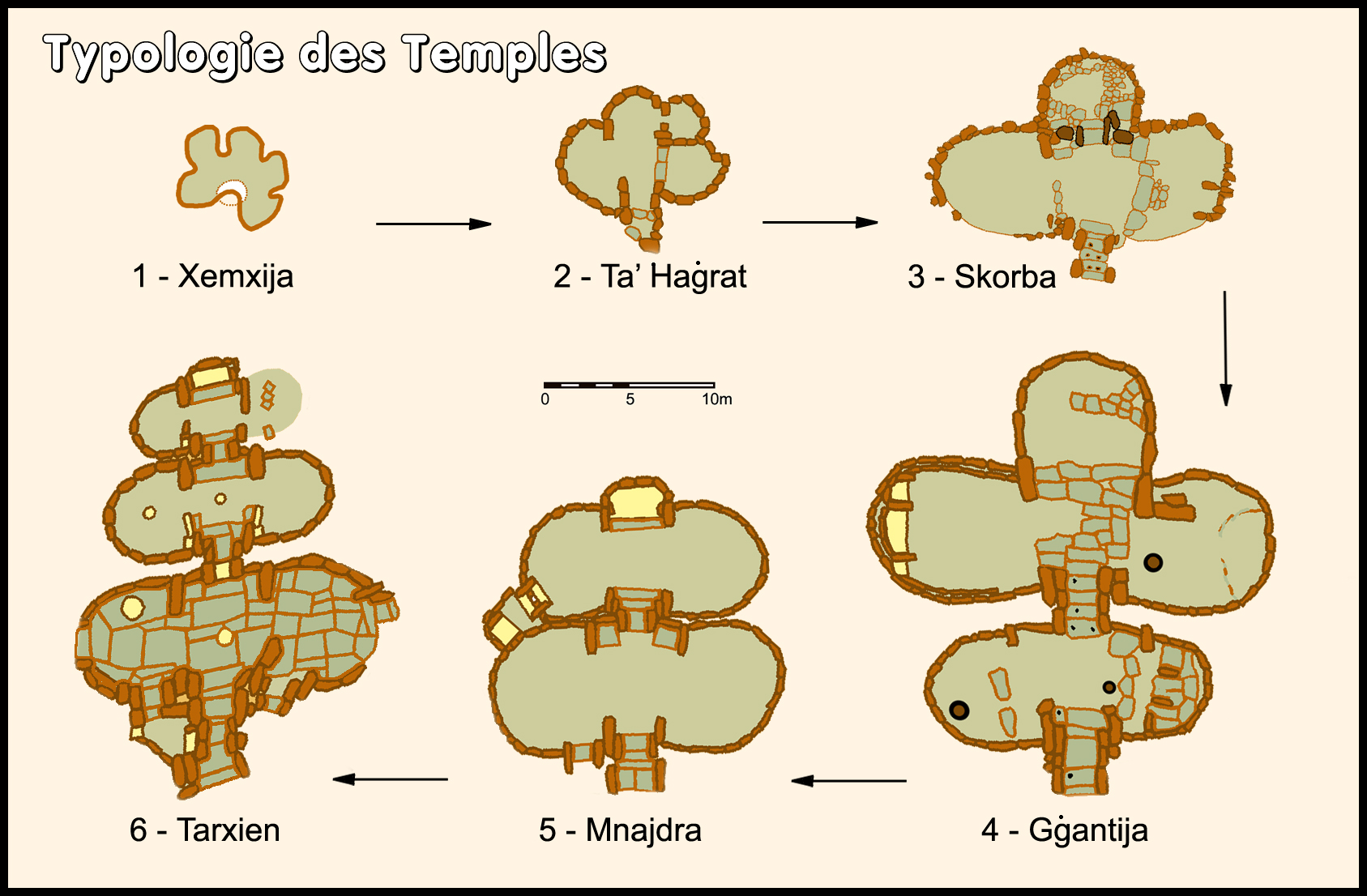
Evolutie van het tempelgrondplan.

De megalithische tempels van Malta vormen een verzameling prehistorische tempels op de Maltese archipel waarvan de bouw teruggaat tot de periode 3600–2500 v.Chr. Archeologen menen dat deze megalithische complexen het eindresultaat zijn van plaatselijke innovaties in een proces van culturele ontwikkeling. Er kon op Malta een hele evolutie in de tempelbouw vastgesteld worden. Er wordt onder meer onderscheid gemaakt tussen de Ġgantijafase (3600–3300 v.Chr.) en de Tarxienfase (3000–2500 v.Chr.). De Maltese tempelcultuur is verdwenen omstreeks 2500 voor onze jaartelling.
De tempels zijn de oudste vrijstaande bouwsels op aarde. Ze bestaan uit hoefijzer- of niervormige structuren van aan elkaar gebouwde apsissen. De archeologe Marija Gimbutas noemde het baarmoedervormen. Er zijn vrouwenbeeldjes gevonden in de tempels, meestal met corpulente vormen, soms gekleed in rokken.

## UNESCO Werelderfgoed
De oudste megalithische tempels, die van Ġgantija, werden in 1980 door de UNESCO in de lijst van het Werelderfgoed opgenomen. In 1992 besloot de commissie de lijst uit te breiden met vijf andere megalithische tempels: Ħaġar Qim, Mnajdra, Ta' Ħaġrat, Skorba en Tarxien. Erfgoed Malta beheert en beschermt de sites; het eigendomsrecht van de omgeving verschilt van site tot site.

## Etymologie

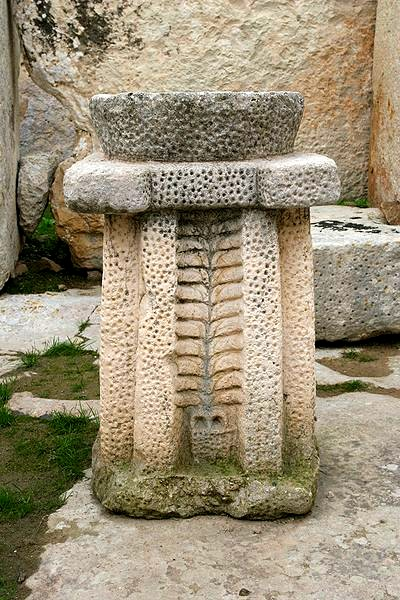
Altaar met levensboom

Vele namen, die gebruikt worden om de verschillende sites aan te duiden, houden verband met de stenen die voor de bouw ervan zijn gebruikt. Het Maltese woord voor keien ħaġar' komt voor in Ta’Ħaġrat en in Ħaġar Qim. Ta’Ħaġrat gebruikt het woord in relatie tot de aanduiding voor grondbezit, in Ħaġar Qim werd het woord  'Qim'  toegevoegd, ofwel een vorm van het Maltese woord voor  'verering' of een archaïsche vorm van het woord voor  'rechtopstaand'.
Volgens de latere Maltese folklore zouden reuzen de tempels hebben gebouwd, hetgeen tot de benaming Ġgantija leidde:  'Gigantentoren' .
De Maltese linguïst Joseph Aquilina was van mening dat Mnajdra het verkleinwoord zou zijn van  'mandra' , ofwel een stuk grond beplant met gecultiveerde bomen. Maar hij vernoemde ook de arbitraire afleiding van de Arabische wortel manzara, die 'een plaats met commando-uitzicht' betekent.
De Tarxien-tempels danken hun naam aan de plaats waar ze gevonden werden (afkomstig van "Tirix", een 'grote steen'), zoals ook de opgravingen in Skorba.

## Datering

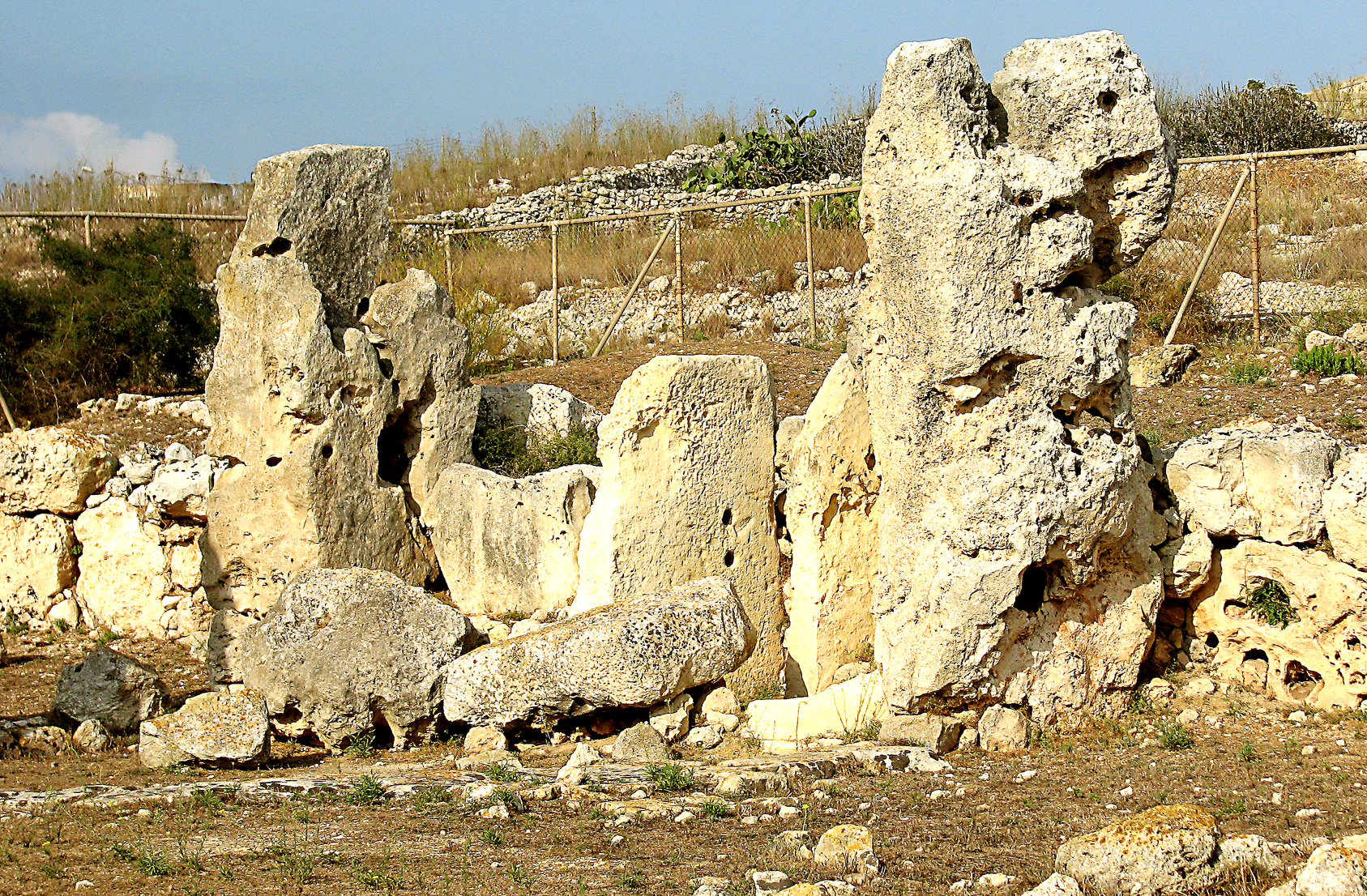
Houtskool gevonden op de site van Skorba was cruciaal voor de datering van de Maltese Tempelfasen.

Deze tempels zijn het resultaat van opeenvolgende constructiefasen tussen ca. 3500 en 2500 v.Chr. Er zijn – op basis van potscherven, verkoolde resten van vuur en beenderen – aanwijzingen voor menselijke activiteit op de eilanden sinds het vroege Neolithicum (ca. 5000 v.Chr.).
Maar datering en begrip van de opeenvolgende activiteitsfasen bij de tempelbouw zijn verre van gemakkelijk. Het grootste probleem is dat de sites zelf onderhevig zijn geweest aan een evolutie, daar iedere volgende tempel een verdere verfijning van de architecturale ontwikkeling met zich meebracht.
Ook werden er in enkele gevallen in de latere Bronstijd nieuwe sites boven op de Neolithische tempels gezet, wat tot verwarring leidde bij de eerste onderzoekers die nog niet over de moderne dateringtechnologieën beschikten. Sir Temi Żammit, een vooraanstaand archeoloog uit de late negentiende eeuw, had de Neolithische tempels op 3600 v.Chr. gedateerd en de Tarxien bronstijdcultuur op 2000 v.Chr.
Dat werd door anderen als 'veel te hoog' beschouwd. Onderzoekers stelden bij elke schatting een half millennium minder voor.
De C14-dateringen waren echter in overeenstemming met Zammits dateringen.
Een theorie als zou de tempelbouwkunst verband hebben gehad met een cultuur die van de Aegeïsche beschaving was afgeleid viel in duigen door dit bewijs van de oudere oorsprong van de tempels.

## Prehistorie van Malta
De eerste landbouwers kwamen tijdens het Neolithicum tussen 5000 en 4100 v.Chr. per schip, vlot of kano vanuit Sicilië. Zij waren gering in aantal. De dwergfauna van Malta was al uitgestorven door klimaatverandering. De neolithische boeren brachten gedomesticeerde geiten en schapen mee, die de planten met wortel en al uittrekken, en ook gerst, linzen, tarwe en dergelijke. Er zijn sporen van bewoning aangetroffen in de grot van Ghar Dalam.
Deze vroege bewoners moeten handelscontacten met Sicilië hebben gehad: ze voerden obsidiaan in afkomstig van de Eolische Eilanden en Pantelleria. Daarvan maakten ze onder andere sikkels en messen, met een hoorn als handvat. We weten niet wat ze de Sicilianen in ruil gaven.
Wortels van de huidige Maltese taal zijn Semitisch Fenicisch, plus Carthaags (na de kolonisering van 550–218 v.Chr.)

### Tijdsindeling over prehistorisch Malta

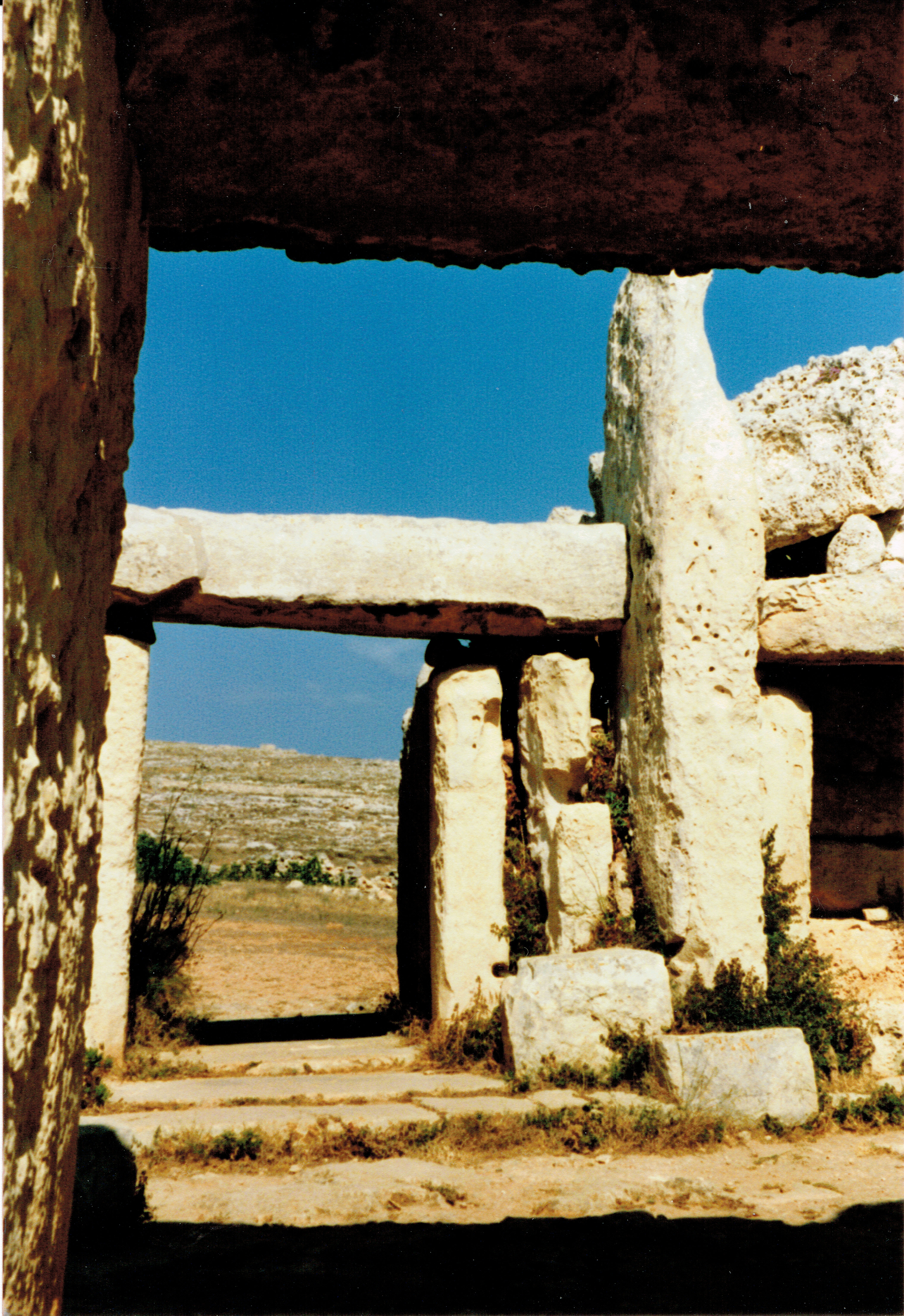
De Neolithische tempel van Mnajdra

| Maltese prehistorische chronologie (gebaseerd op herberekende radiocarbon datering) |                  |                              |
| Periode                                                                             | Fase             | Datums voor onze jaartelling |
| Neolithicum (5000–4100 v.Chr.)                                                      | Għar Dalam       | 5000–4500 v.Chr.             |
| Neolithicum (5000–4100 v.Chr.)                                                      | Grijs Skorba     | 4500–4400 v.Chr.             |
| Neolithicum (5000–4100 v.Chr.)                                                      | Rood Skorba      | 4400–4100 v.Chr.             |
| Tempel Periode (Chalcolithicum) (4100–2500 v.Chr.)                                  | Żebbuġ           | 4100–3800 v.Chr.             |
| Tempel Periode (Chalcolithicum) (4100–2500 v.Chr.)                                  | Mġarr            | 3800–3600 v.Chr.             |
| Tempel Periode (Chalcolithicum) (4100–2500 v.Chr.)                                  | Ġgantija         | 3600–3300 v.Chr.             |
| Tempel Periode (Chalcolithicum) (4100–2500 v.Chr.)                                  | Saflieni         | 3300–3000 v.Chr.             |
| Tempel Periode (Chalcolithicum) (4100–2500 v.Chr.)                                  | Tarxien          | 3150–2500 v.Chr.             |
| Bronstijd (2500–700 v.Chr.)                                                         | Tarxien cemetery | 2500–1500 v.Chr.             |
| Bronstijd (2500–700 v.Chr.)                                                         | Borġ in-Nadur    | 1500–700 v.Chr.0             |
| Bronstijd (2500–700 v.Chr.)                                                         | Baħrija          | 900–700 v.Chr.               |

### Historische chronologie Malta
- Neolithicum: 5000–4100 v.Chr.
- Chalcolithicum (kopertijd): dit is het tempeltijdperk: 4100–2500 v.Chr.
- Bronstijd: 2500–700 v.Chr.
- Fenicische periode: 700–550 v.Chr.
- Carthago: 550–218 v.Chr.
- Rome: 218 v.Chr. – 454 n.C.

## Tempelfasen
De eerste tekenen van menselijke bewoning op Malta dateren van de Għar Dalam fase (5000–4500 v.Chr.). in het Neolithicum. De tempelperiode vangt aan omstreeks 4100 v.Chr. en loopt tot ongeveer 2500 v.Chr. In de chronologie van de prehistorie valt deze periode samen met het chalcolithicum.
Het stelsel van chronologische fasering berust op gekalibreerde koolstofdatering. Betreffende de tempelperiode onderscheidt men een opsplitsing in vijf fasen. Van de eerste twee, gedateerd tussen 4100 en 3600 v.Chr. resten weinig overblijfselen. De drie volgende beginnen met de Ġgantijafase (3600–3300 v.Chr.) en eindigen met de Tarxienfase (3000–2500 v.Chr.). Uit deze periode dateren de meest opmerkelijke monumentale overblijfselen.

### Zebbugfase: 4100–3800 v.Chr.
In deze fase wordt een eerste aanzet tot tempelcultuur gegeven met de ontwikkeling van rotsgraven en clusters van rotsgraven zoals die van Xemxija en Xaghra. De niervormige kuilen deden dienst als familiegraf, wat zou kunnen wijzen op het belang van familieverwantschap en misschien zelfs voorouderverering. In de bijgaven zijn onder meer groene stenen bijlen teruggevonden die afkomstig zouden zijn uit Calabrië, wat wijst op een vorm van internationale handel of ruil.

### Mggarfase: 3800–3600 v.Chr.
Onvoldoende gedocumenteerde overgangsfase

### Ġgantijafase 3600–3300 v.Chr.
De Ġgantijafase is genoemd naar de Ġgantijasite op het eiland Gozo. Zij vertegenwoordigt een belangrijke stap in de culturele ontwikkeling van de Neolithische mens op de eilanden. De tempelcultuur met nadruk op het religieuze kreeg nu vaste vorm.
Bij deze periode horen de vroegst dateerbare tempels en de eerste twee, mogelijk drie, ontwikkelingsstadia van het grondplan: het lob- of niervormige plan van Mġarr oost, het klaverbladplan in Skorba, Kordin en een aantal kleinere sites en het vijf nissenplan van Ġgantija zuid, Tarxien oost.
De Ġgantijatempel zelf werd voor het eerst opgegraven in 1827, maar er werd nooit over gepubliceerd. Het complex bestaat uit twee tempels, een zuidelijke met 5 absiden en een noordelijke met 4, die omgeven is door een gemeenschappelijke muur. Er zijn twee aparte ingangen. De muren waren oorspronkelijk bepleisterd met witte torba. Deze tempelvorm herinnert aan die van de rotsgraven.
De naam van de tempel spreekt voor zich. De muren van deze tempel, met rotsblokken tot 50 ton, bleven tot een hoogte van 7 m bewaard, wat de bijgelovige Gozitanen liet geloven dat ze het werk was geweest van een ras van reuzen (analoog aan de cyclopenforten van de Myceners).
De megalieten werden over een afstand van 2 of 3 km aangevoerd. De tempelsite geeft uitzicht over een groene vallei (waar vandaag nog steeds het tuinbouwgebied van Malta is). Onder de drempelsteen van ca. 50 ton werden offergaven teruggevonden. Er werden in situ figurines op platte altaartafels aangetroffen.
De tempel is uiteindelijk door een zware brand vernietigd omstreeks 2500 v.Chr. Er zijn echter geen sporen van buitenlandse invallers.

### Saflienifase 3300–3000 v.Chr.
De Saflienifase is een (onvoldoende gedocumenteerde) overgangsfase tussen twee de hoofdperioden in de ontwikkeling. De benaming is ontleend aan de site van het hypogeum van Hal Saflieni.
Tijdens deze periode worden de kenmerken van de Ġgantija aardewerkvormen aangehouden, maar er zijn ook biconische kommen gevonden.

### Tarxienfase 3150–2500 v.Chr.

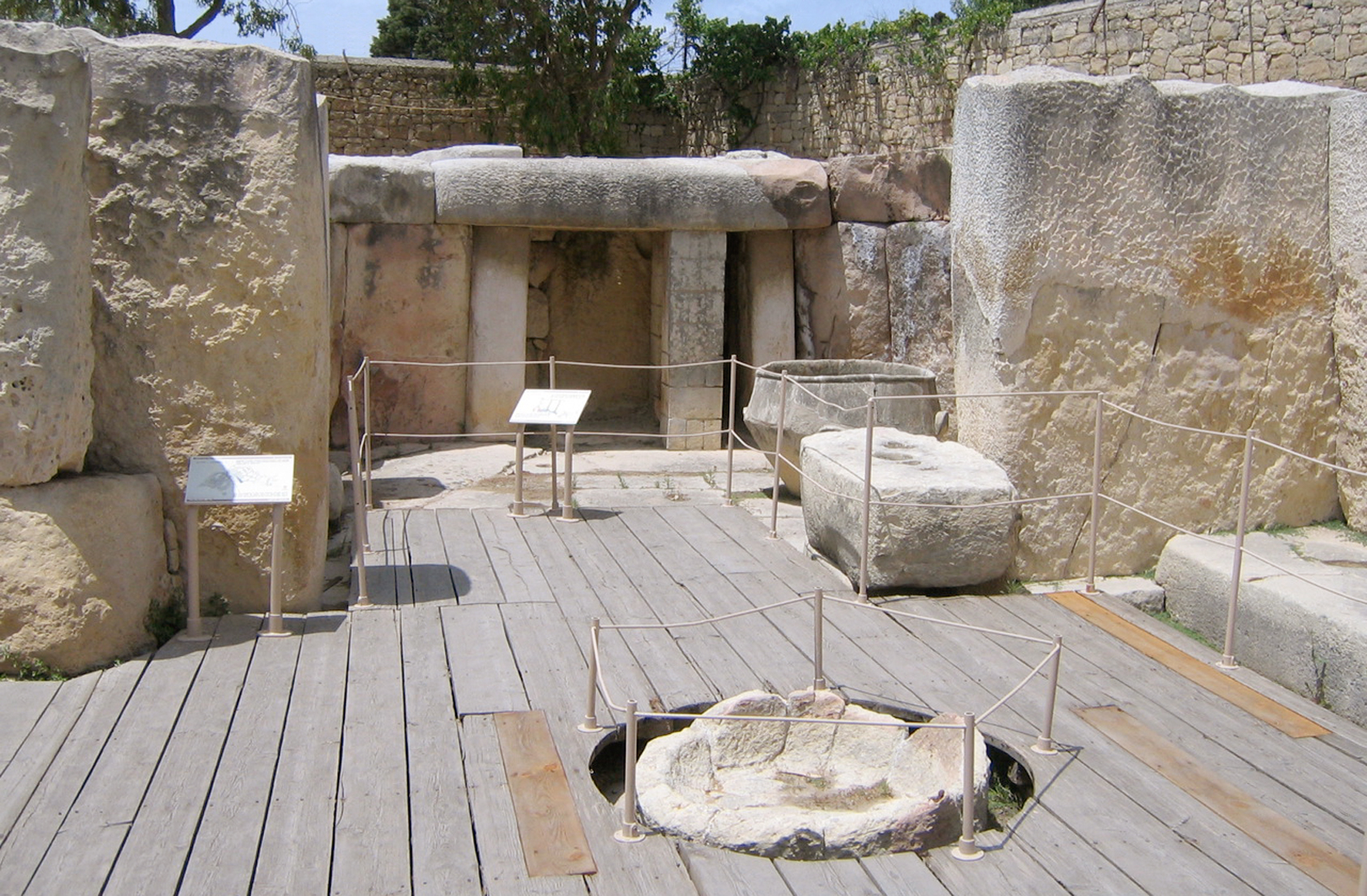
De Tarxienfase is genoemd naar het tempelcomplex dat in Tarxien werd aangetroffen.

De Tarxienfase is het hoogtepunt van de tempelbeschaving. De fase is genoemd naar het tempelcomplex van Tarxien op enkele kilometers van de grote haven van Malta. Tot deze fase behoren de laatste twee stadia in de ontwikkeling van het tempelplan. De westelijke tempel van Ġgantija vertegenwoordigt samen met andere eenheden in Tarxien, Ħaġar Qim en L-Imnajdra, het voorlaatste stadium in de ontwikkeling namelijk de introductie van een ondiepe nis aan het verste uiteinde van de tempel, dit in plaats van een apsis. Het allerlaatste stadium komt slechts in één enkele tempel voor, namelijk in de centrale tempel van Tarxien zelf en bestaat uit drie symmetrische apsisparen.
Verschillende oudere tempels ondergingen een opfrisbeurt en werden 'gemoderniseerd'. Deze fase geldt als het absolute hoogtepunt in de Maltese rituele architectuur en beeldhouwkunst zowel wat betreft losstaande als reliëfbeelden. De Tarxienfase wordt verder gekenmerkt door een rijke variëteit aan decoratietechnieken en aardewerkvormen.
Spiraalmotieven zoals die in Tarxien versierden ooit ook de Ġgantija tempels, maar zijn zodanig vervaagd, dat ze enkel nog herkenbaar zijn in een reeks schilderwerken van kunstenaar Charles de Brochtorff uit 1839, onmiddellijk na de opgraving van de tempels.
Ook het aardewerk is van uitzonderlijke kwaliteit.
De meeste vormen zijn hoekig zonder oren of handvatten. De klei is goed bereid en sterk verhit, en het oppervlak met ingekerfde motieven is sterk gepolijst. Dit ingekerfde aardewerk blijft de standaard, maar het wordt verder uitgewerkt en eleganter, met als meest populaire motief een soort voluut.
We zijn verder getuige van een zeer funeraire sfeer met hypogea, ondergrondse begraafplaatsen. Er werden waarschijnlijk allerlei rituelen uitgevoerd. Binnen de tempel is de doorgang en doorkijk bemoeilijkt. Opvallend in deze fase is het afsluiten van zijnissen met schermen, wat zou kunnen wijzen op een zekere exclusiviteit. Dat zou kunnen betekenen dat er meer sociale differentiatie optreedt met een strakker wordende maatschappelijke hiërarchie en exclusieve voorrechten voor een religieus-politieke elite. Waarschijnlijk hadden de tempels ook een distributiefunctie, zoals in het Sumerische Ur. Maar in de tempels zijn geen sporen van graanresten (pollen en dergelijke) of bewaarkruiken aangetroffen en ook geen kuilen (of ondergrondse cisternes).

### Einde van de tempelcultuur
Het einde van de Tarxienfase valt in het archeologisch onderzoek van de tempels samen met het verschijnen van brandsporen die gedateerd worden op omstreeks 2500 v.Chr. Het is moeilijk te achterhalen wat er precies gebeurd is, maar een voedselcrisis lijkt heel waarschijnlijk. In de wetenschappelijke literatuur wordt er vaak op gewezen dat een bevolking van 11.000 mensen eigenlijk te veel was voor de grootte van het eiland, waardoor er mogelijk permanent ondervoeding heerste. In zulke situatie is een kleine aanleiding voldoende om een hongersnood te laten uitbreken of de bevolking te laten wegkwijnen onder een epidemie. Misschien keerde de bevolking zich tegen een politiek-religieuze elite of was men hun dominantie moe. Wat echter met zekerheid vaststaat, is de afwezigheid van een externe factor. De tempelcultuur is nooit weggevaagd door invallen van buitenaf.
Er zijn aanwijzingen dat groepen het eiland verlieten om zich op het nabijgelegen Sicilië en Noord-Tunesië te vestigen, getuige de megalithische monumenten van Ellès in Tunesië en de Tomba del Principe in Zuid-Sicilië.

## Architectuur en constructie

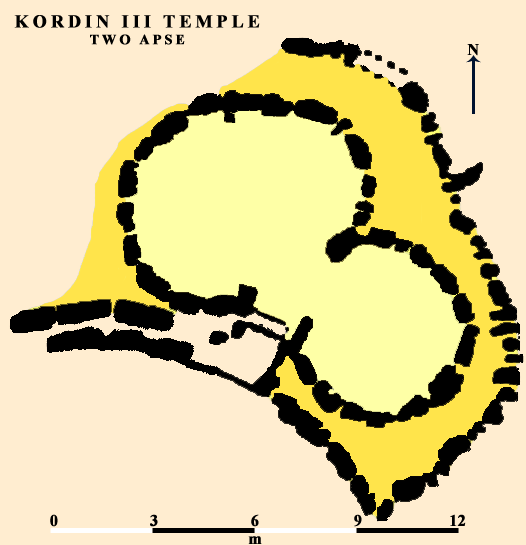
Deel van de Kordin III tempel site, met dubbel apsis design.

De oriëntatie van de oudste tempels is in het algemeen richting Sicilië. Een gevonden stuk stele toont een sector van de sterrenhemel met maan en radialen en werd mogelijk als oriëntatiemiddel gebruikt.
De toegang tot de tempels is langs een ovaal voorhof, geëgaliseerd of in terrasvorm aangelegd bij een hellend terrein. De voorgevel van de tempel, die naar het zuiden of zuidoosten uitkijkt, sluit het voorhof langs een zijde af.

### Terreinvoorbereiding
Er is nog weinig over de voorbereiding ναn het bouwterrein bekend. Ζο blijft het een mysterie hoe het terrein geëffend werd. Er zijn wel voldoende bewijzen om aan te tonen dat de reusachtige rotsblokken over afstanden van meerdere kilometers werden aangevoerd. Het onderzoek naar de steengroeven zelf is nog volop bezig. Maar de huidige overbevolking van Malta maakt echter dat vele vindplaatsen reeds onder tonnen beton zijn verdwenen.

### Schaalmodellen

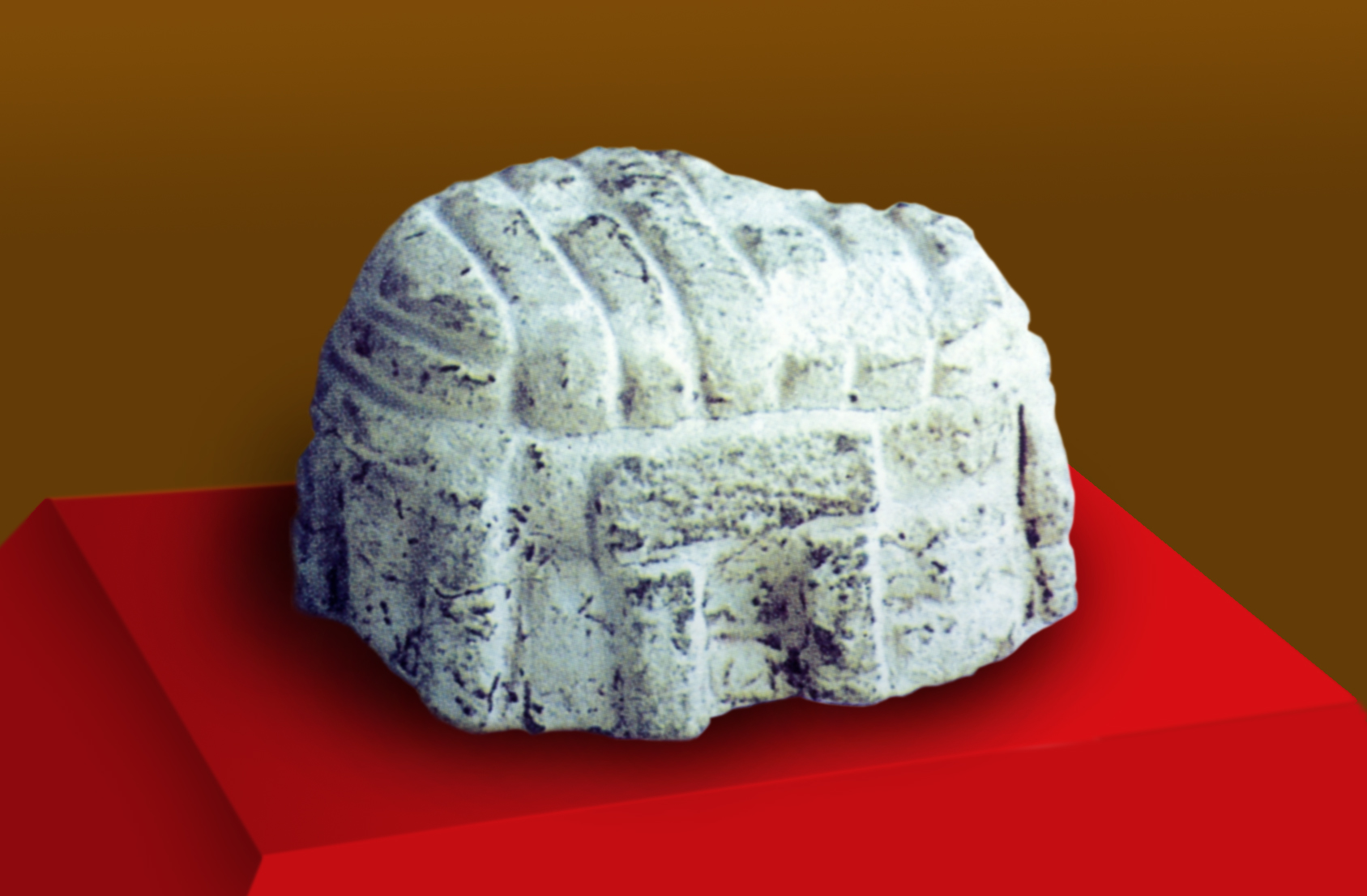
Dit miniatuurmodel van Ta'Hagrat toont een koepeldak.

De vondst van enkele miniatuurtempelmodellen duidt mogelijk op het bestaan van maquettes die bij de bouw gebruikt werden. Zo is onder de deurpost van de tempel van Mnajdra een klein, ovaal model gevonden dat er wellicht als votiefgave begraven was.

### Transport van de megalieten

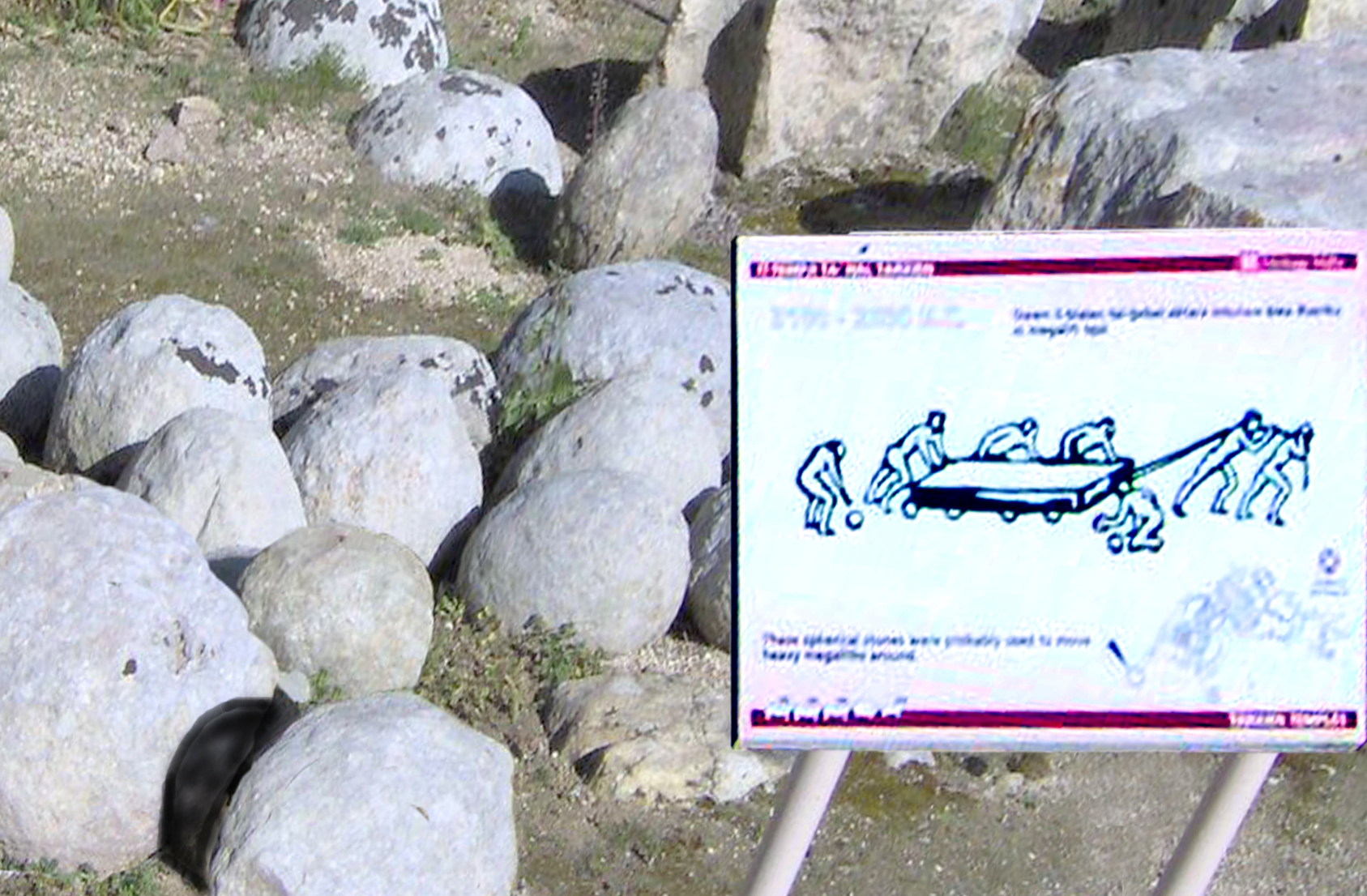
Rolkeien in Tarxien

Hoe de rotsblokken getransporteerd werden, blijft onderwerp van discussie. Sommige wetenschappers verwijzen naar het Egyptische systeem met boomstammen als rollers. Dit wordt echter betwist omdat er twijfel bestaat of Malta wel voldoende bossen had om die rollers te leveren.
De vondst van grote stenen bollen doet echter vermoeden dat er stenen rollers gebruikt werden bij het transport. Voor sommige blokken zijn er aanwijzingen dat ze over een afstand van enkele kilometers op en neer werden gesleept.
De meest controversiële methode is die van de 'karrensporen', zoals die ook bij Clapham Junction (Malta) voorkomen. Het is echter niet bewezen uit welke tijd die stammen. Het zijn karrensporen in een soort steenwegen van kalkrots. Het zou kunnen gaan om een systeem van sleden die in de zachte kalksteen een netwerk van lijnen hebben achtergelaten. Volgens de meest recente informatie zou het gaan om bronstijdsporen, maar hoe ze zijn ontstaan blijft nog steeds een raadsel. Sommige eindigen abrupt op een klif, weinig komen er tot bij een tempel. Maar er is wel een processieweg naar een hypogeum gevonden.

### Constructie van muren en vloeren
De voorgevels en de binnenmuren zijn meestal gevormd uit rechtopstaande massieve stenen (orthostaten). In het midden van de gevel is een poort aangebracht bestaande uit een trilithon, twee orthostaten overbrugd door een massieve latei. Daarachter vormen meer trilithons een gang, geplaveid met steen. Deze passage geeft toegang tot een open ruimte met aan weerszijden een paar D-vormige kamers (vanwege de overeenkomst van hun plattegrond met middeleeuwse kerkenbouw vaak apsissen genoemd).
De tempels bestaan uit binnenmuren van op elkaar gestapelde stenen die door gelijkaardige grotere buitenmuren omvat worden. De ruimte tussen de binnen- en buitenmuren is opgevuld met steenmateriaal en aarde en bevat soms ook veel keramiekafval. Ορ die manier ontstonden kolossale draagmuren die gemakkelijk de druk van de zware dakconstructie op kunnen vangen. De tempelvloeren werden ofwel bekleed met een pleistermengeling van kalksteenbrokken (torba genaamd) ofwel geplaveid met enorme plavuizen, in feite niets anders dan plat neergelegde megalithen.
Het grootste verschil tussen de tempels onderling ligt in het aantal apsissen, variërend van drie tot zes. Waar het er drie zijn komen die rechtstreeks in klaverbladvorm uit op het centrale hof. Bij meer complexe tempels is een aparte axiale passage gemaakt volgens hetzelfde trilithonpatroon, die leidt van de apsis vooraan naar een dubbele die eraan is toegevoegd en een vijfde centrale apsis of soms een nis waardoor de constructie met vier of vijf apsissen ontstaat.
In de centrale tempel van Tarxien is die vijfde apsis of nis vervangen door een volgende doorgang, die naar een laatste paar apsissen leidt, zodat het totaal op zes uitkomt.
Deze standaardtempelplattegrond, die in een dertigtal tempels over de archipel is teruggevonden, laat een zekere speling toe, zowel in het aantal apsissen als in de totale lengte (van 6,5 meter in de oostelijke tempel van Mnajdra tot 23 meter in de centrale tempel (met zes apsissen) van Tarxien.
De buitenmuren bestonden meestal uit koralijn, een hardere kalksteensoort dan de globigerine-kalksteen die binnenin is gebruikt.
Het zachtere globigerine werd ook gebruikt voor de decoratieve elementen in de tempels die meestal in reliëf gebeeldhouwd waren. Zij tonen een grote variatie aan tekeningen verwijzend naar vegetatieve of dierlijke symboliek. Het gaat meestal om doorlopende spiraalmotieven, bomen en planten, maar ook om een selectie van dieren.

### Dakconstructie

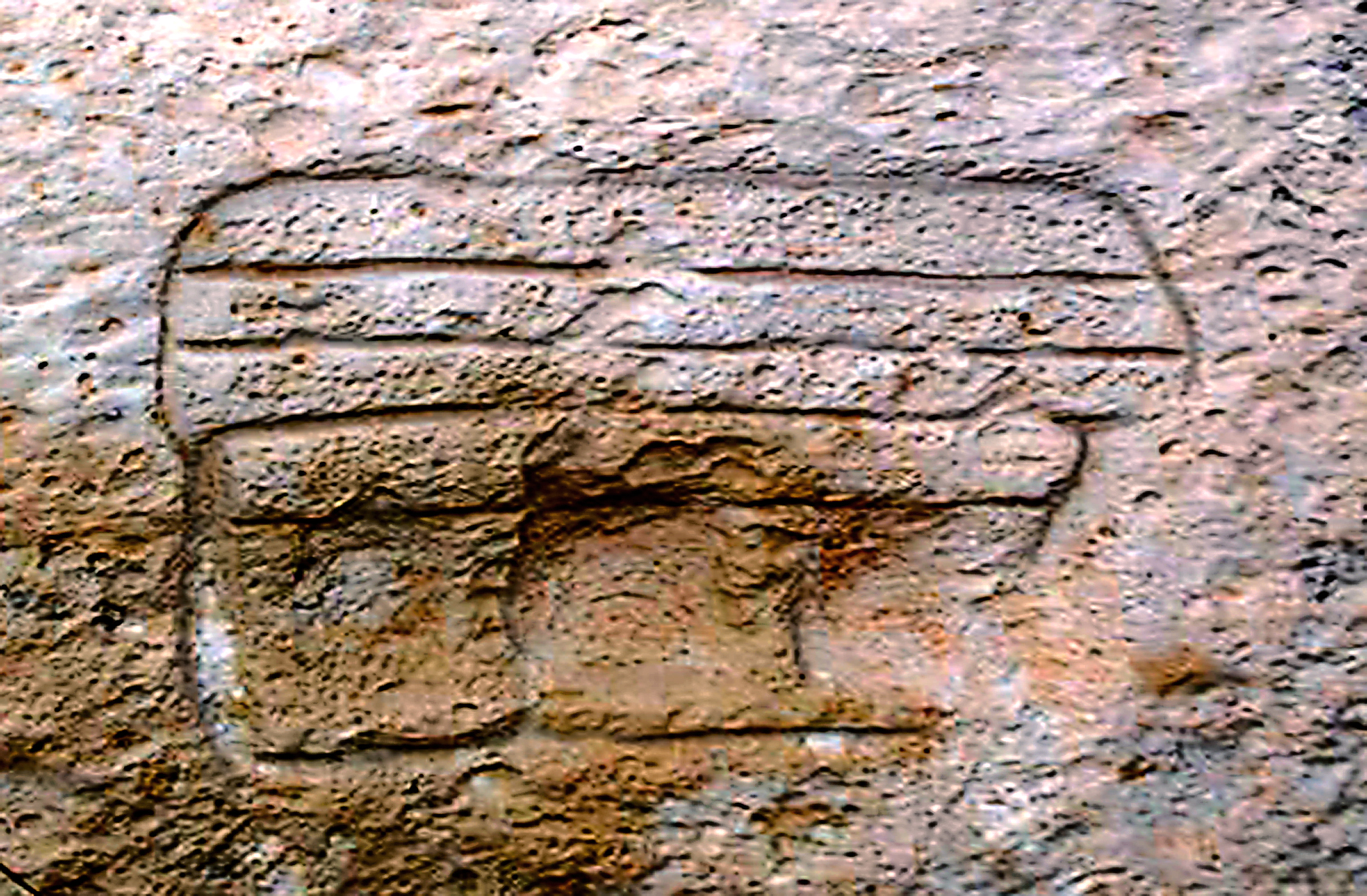
Deze hulpschets op Mnajdra lijkt een dak weer te geven
(bron: http://www.maltavista.net)

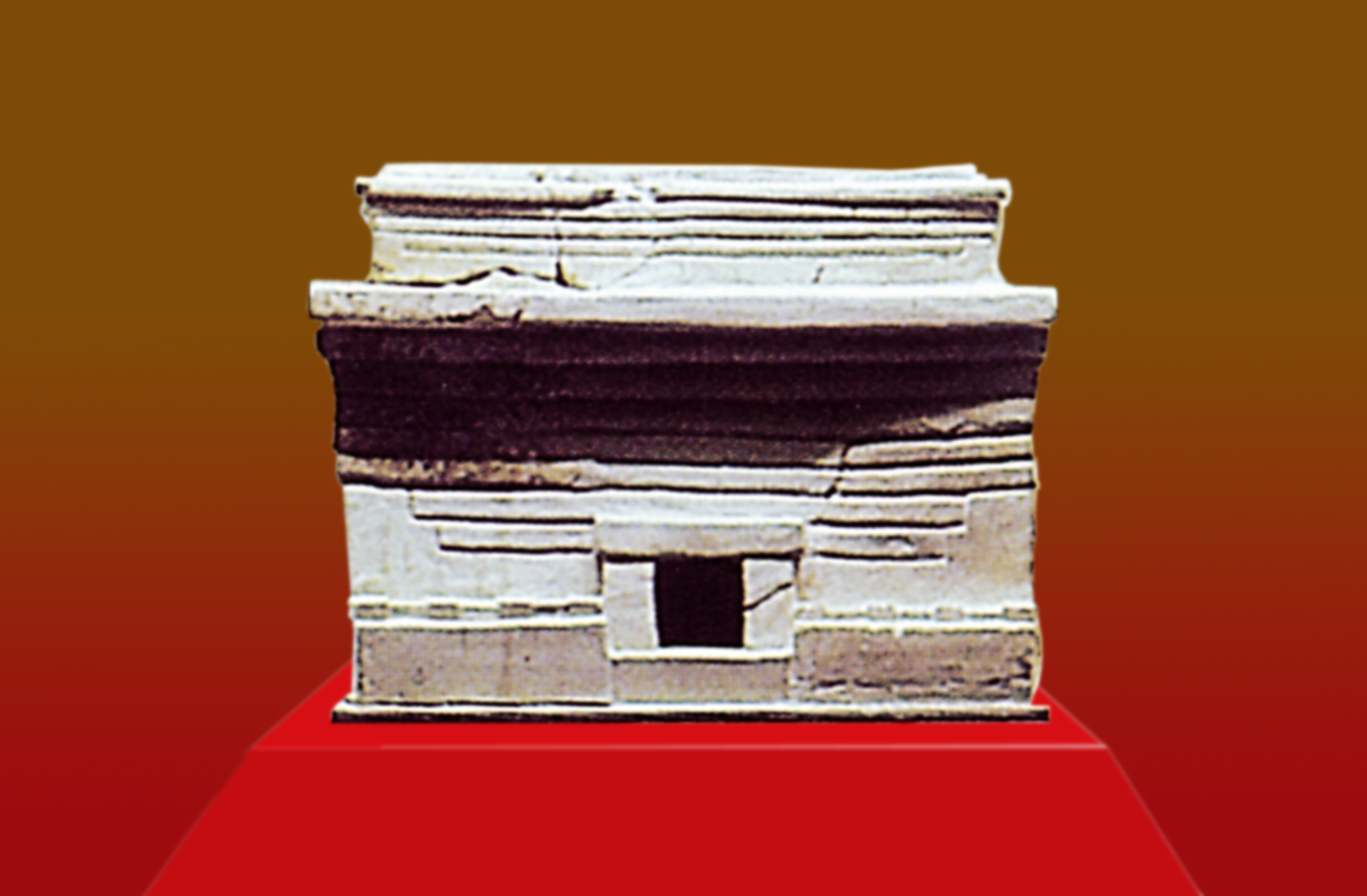
Model van een Tarxien tempel met mogelijk bovenverdieping of platform.

Onder specialisten loopt al geruime tijd een discussie omtrent een aantal onbewezen theorieën over de mogelijke dakbedekking.
Hoewel geen enkele tempel volledig bewaard is gebleven, zijn er toch voldoende aanwijzingen teruggevonden om ons een beeld te vormen van de dakconstructie. Zo zijn er in de tempel van Ġgantija en Mnajdra duidelijk sporen van een overkragende bouwtechniek teruggevonden. Dit lijkt ondersteund te worden door overkragende sierelementen in het hypogeum van Hal Saflieni die mogelijk de bovengrondse bouwwijze nabootsten. Of de overkraging volledig in steen was uitgewerkt is echter minder zeker, want dit vraagt een vergevorderde bouwkunde. Waarschijnlijk werd slechts tot op een bepaalde hoogte overkragend gebouwd en werd de rest van het dak in hout uitgewerkt. Hiervoor zou dan olijfhout of kurkeik, zijn gebruikt. Nieuwe pollenanalyses zouden meer duidelijkheid moeten brengen. Bij een grootschalig pollenonderzoek, in 2008 gepubliceerd, bleek in ieder geval dat er veel olijfbomen voorkwamen op Malta. Het hout kan in de vorm van korte plankjes worden samengesteld tot poorten en deuren en zelfs schepen.
Tot nog toe bestaan er geen bewijzen voor het bestaan van een bovenverdieping op de tempels. Het tempelmodel van Tarxien en de vondst van een trap in steen lijken er echter op te wijzen dat Tarxien wel degelijk een bovenverdieping heeft gehad of alleszins toch een dakterras dat als podium voor allerlei religieuze ceremonieën gebruikt kon worden.

## Beeldhouwkunst
In de tempels en in de hypogea zijn verschillende figurines teruggevonden. Opvallend is dat sommige beeldjes vrouwenbeeldjes zijn die niet van Maltese volkstypen zijn.
Beroemd is de Slapende Dame van Malta uit het hypogeum van Hal Saflieni. Het is een liggend vrouwenbeeldje met brede heupen en een rok met franjes, vervaardigd uit klei en gekleurd met rode oker. Het wordt bewaard in het archeologisch museum van Valletta. Een ander beroemd artefact is een beeldje van een zittend paar gekleed in dezelfde rokjes dat werd gevonden in Ġgantija en dat zich in het archeologisch museum van Victoria bevindt.
De kleine figurines zijn zonder uitzondering naakt en bijzonder corpulent. Dit zou naar de vruchtbaarheidscultus kunnen verwijzen of naar een ideaalbeeld dat zelden bereikt werd. In het geval van de Slapende dame is de mogelijkheid niet uitgesloten dat het beeld verwijst naar de dood of de slaap.
Opmerkelijk is dat zittende figuren een plooi-jurk dragen die tot op de grond reikt en dat het – apart vervaardigde – hoofd los zit op het beeld. Mogelijk werd bij het aanstellen van een nieuwe clanmoeder het kostbare beeld zelf als uitdrukking van haar status hergebruikt maar werd er een passend hoofd voor gemaakt.
In de Tarxienfase bereikte de kundigheid van de ambachtslieden een hoog niveau, met het monumentale beeld van Tarxien als hoogtepunt. Over het geslacht van de beelden bestaat overigens wel discussie door de fenomenale corpulentie, maar wellicht gaat het om vrouwen. Een aantal teruggevonden losse hoofdjes lijken negroïde figuren met dikke lippen en een soort kapsel van dik kroeshaar.
Verder zijn er zijn kleine ronde altaren gevonden die tussen de hoekzuiltjes versierd zijn met het reliëf van een boom (levensboom?) of plant met kort wortelstel.

### Decoratie
De zachtere globigerinekalksteen werd gebruikt voor de decoratieve elementen in de tempels. Deze werden meestal in reliëf gebeeldhouwd en tonen een grote variatie van tekeningen met vegetatieve of dierlijke symboliek. Het gaat meestal om doorlopende spiraalmotieven, bomen en planten, maar ook om een selectie van dieren.
Als decoratieve elementen zijn aangetroffen:
- spiraalmotief in een kader (reliëf)
- planten en bomen (levensboom Hagar Qim altaar)
- dierenreliëfs (Tarxien)
- vissen (Gugibba), maar er zijn geen resten van echte vis noch vishaken uit die tijd gevonden
- slang (Gigantija)
- brandaltaar
- miniatuurtempelmodellen, een met dakterras (in Tarxien zijn ook trappen gevonden in de tempel), een met een dak, handpalmgroot

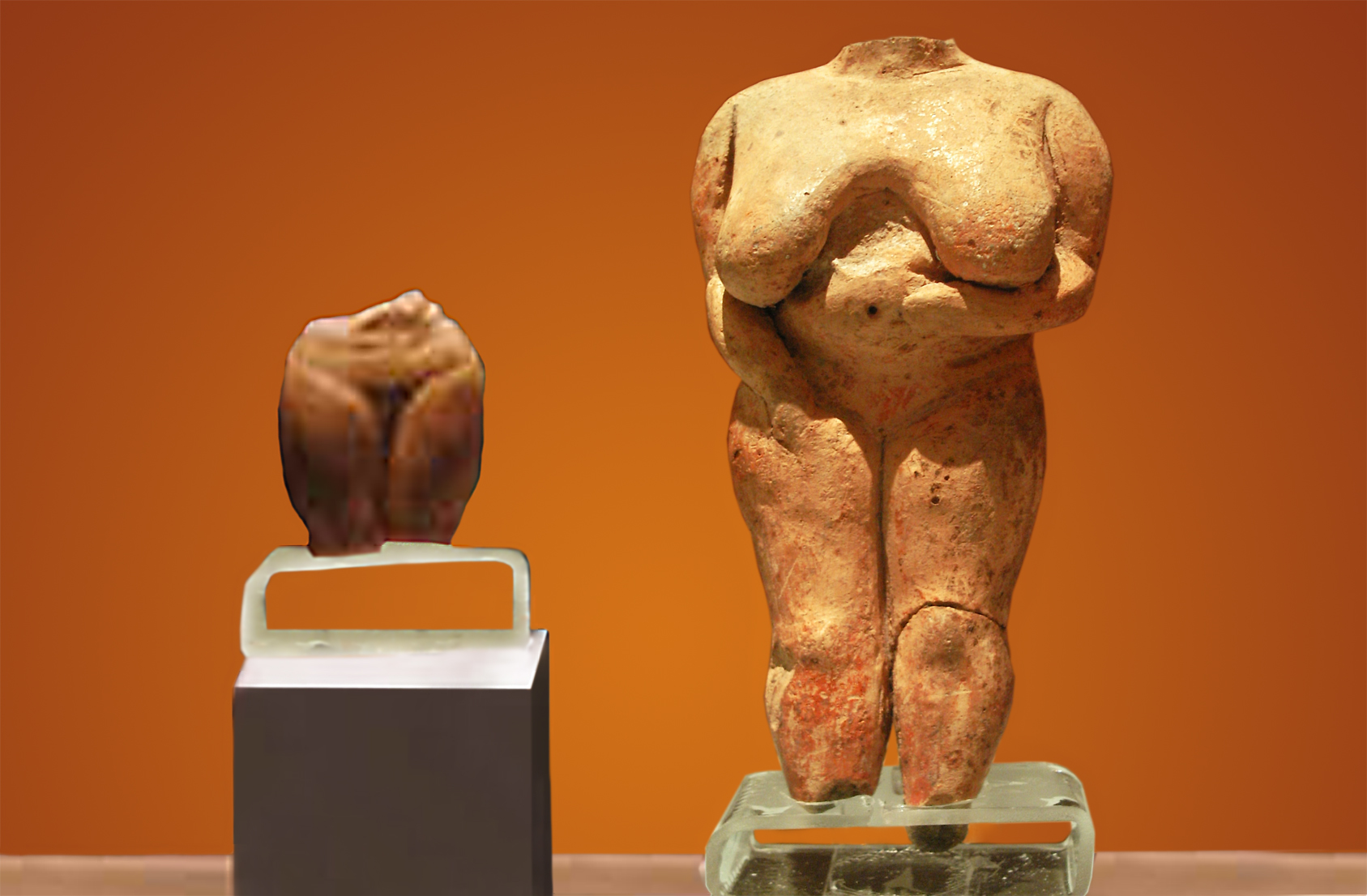
De zogenaamde 'Venus van Malta' in het archeologisch museum van Valletta
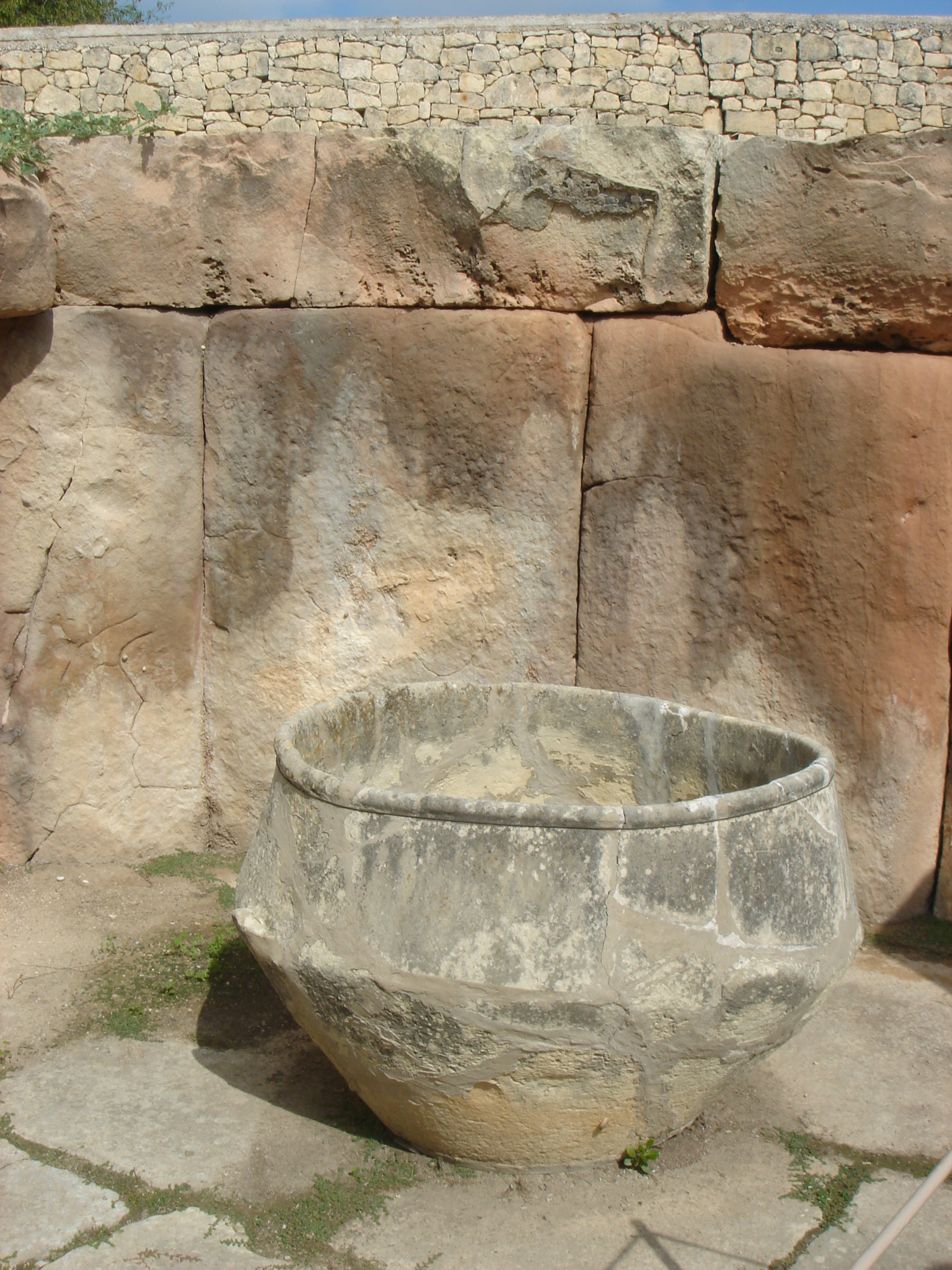
Tarxien tempel: stenen vaas
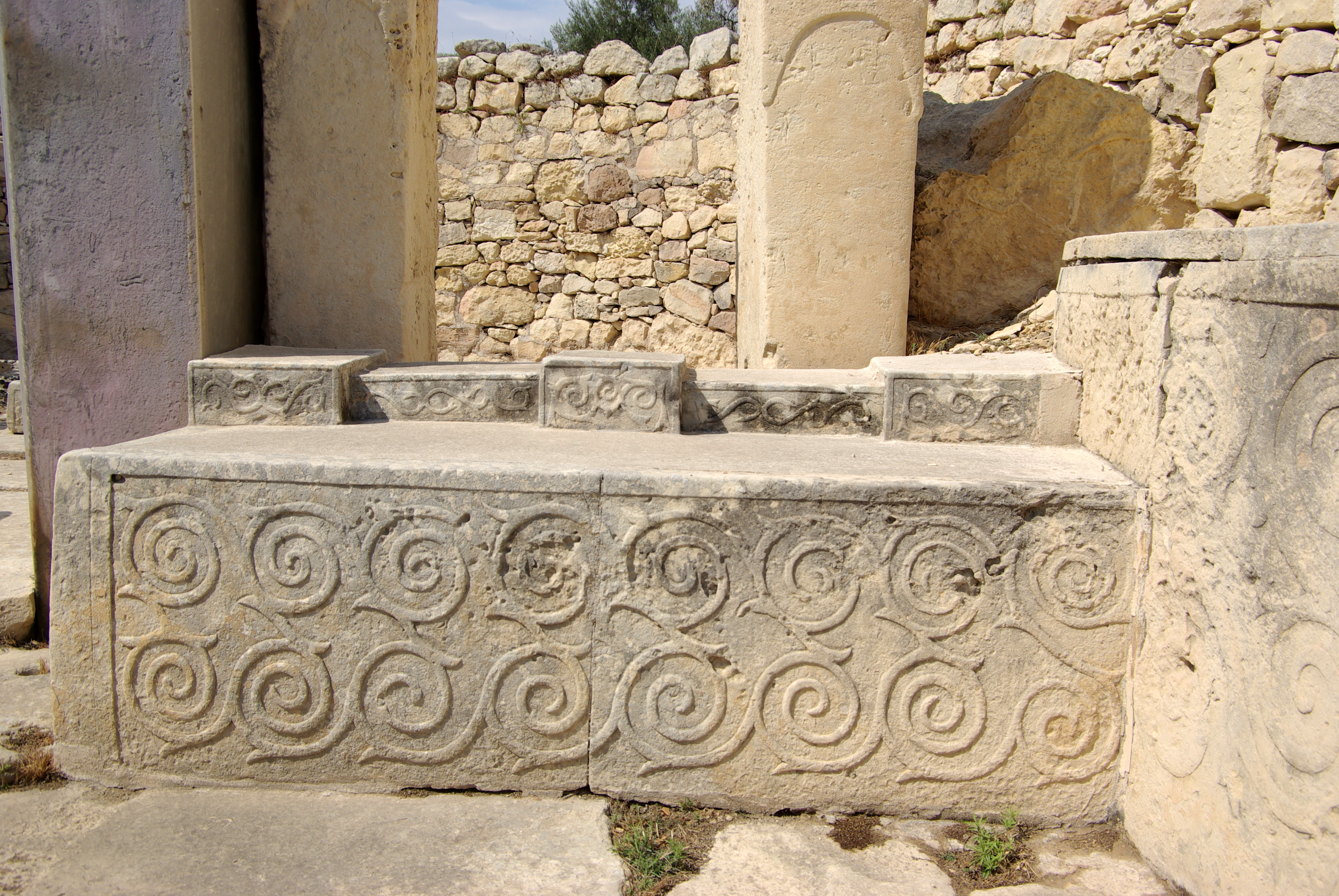
Spiralen op een steen in de tempel van Tarxien
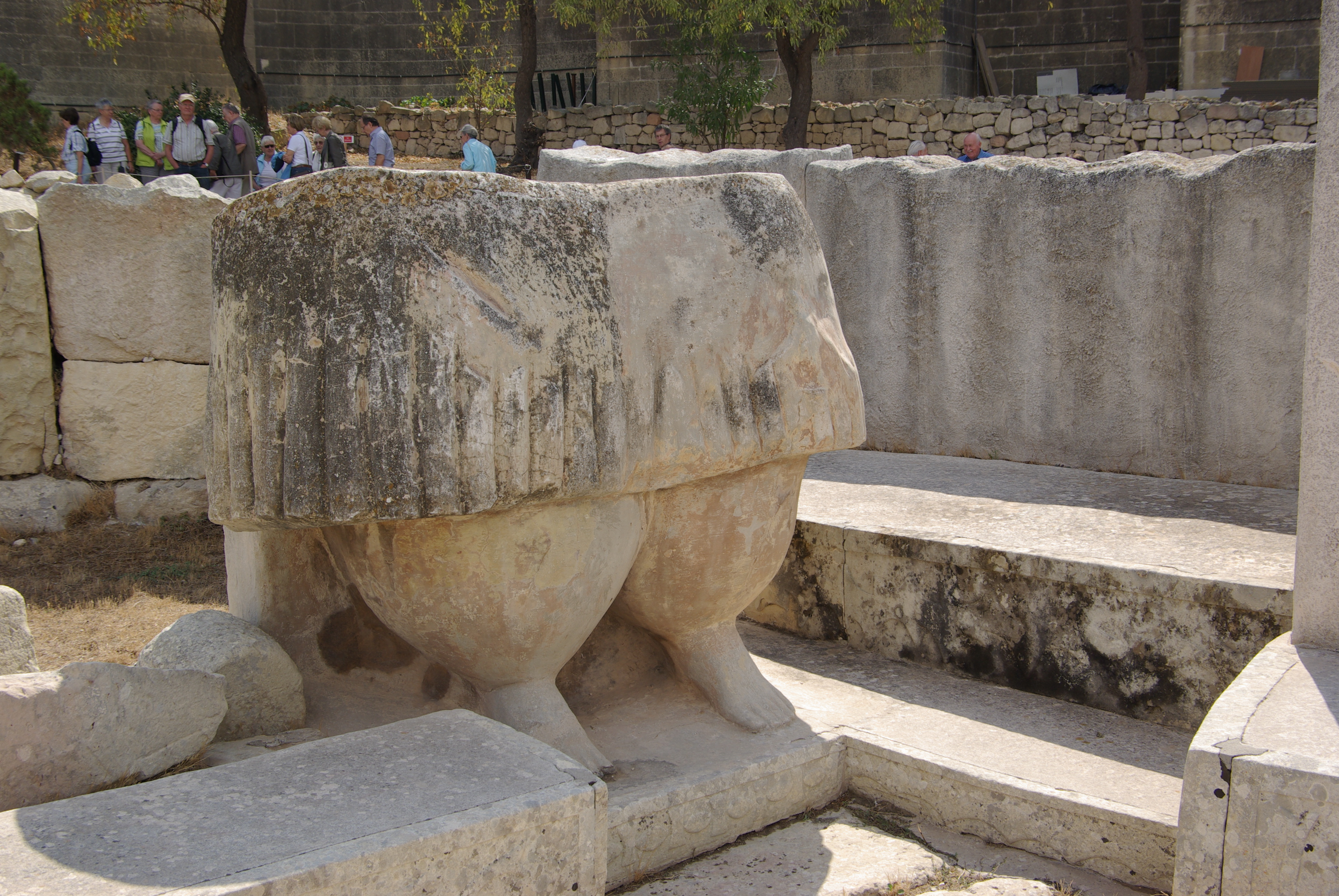
Kopie van het grote beeld gevonden in de Tarxien-tempel (het origineel bevindt zich in het archeologisch museum van Valletta), de bovenste helft werd niet teruggevonden; de totale lengte was vermoedelijk ongeveer 2 m.
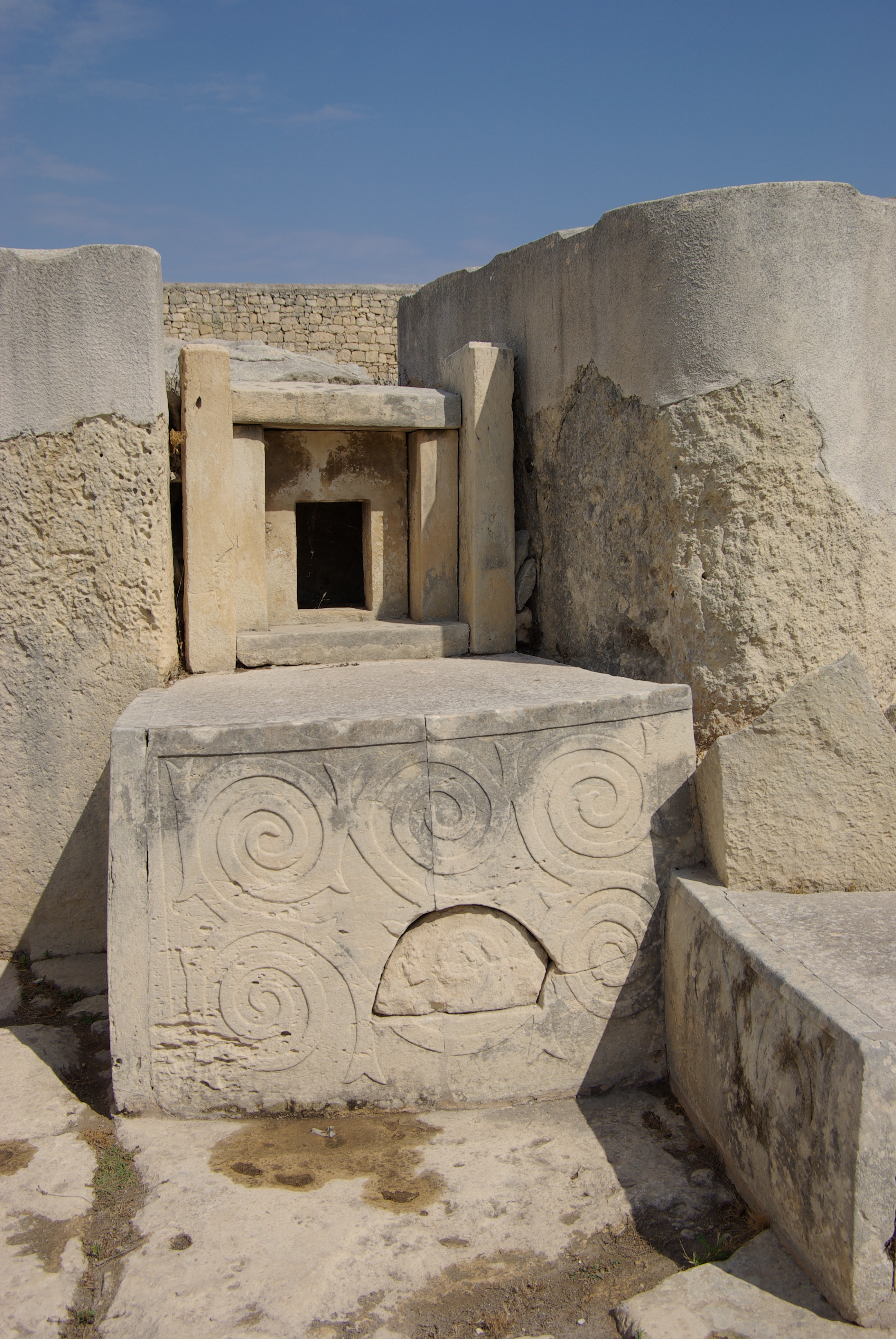
Tarxien-tempel: spiraalmotieven

## De Hypogea
Een hypogeum is een ondergrondse begraafplaats, maar in de tempelcontext deden ze ook dienst als tempel (voorouderverering?).

### Het hypogeum van Hal Saflieni
Het hypogeum van Hal Saflieni is veruit het bekendste en geniet de status van UNESCO Werelderfgoed. Het werd bij toeval ontdekt in 1902 tijdens de aanleg van een cisterne (ondergronds waterreservoir). De lokale bevolking wachtte echter met het bekendmaken van de vondst, zodat het 500 m² grote complex al grotendeels geplunderd was toen het eindelijk werd opgegraven.
Het hypogeum is mogelijk ontstaan uit een klein rotsgraf dat in zijn lange geschiedenis stelselmatig vergroot werd tot een diepte van 10,6 m. Het bestaat uit 32 aparte kamers die met elkaar verbonden zijn en volgens berekeningen 6000 à 7000 begravingen telde. Dat cijfer wordt echter betwist, omdat het gebaseerd is op de extrapolatie van één opgegraven kamer – de overige skeletresten waren intussen door plunderaars als meststof op de velden uitgestrooid. Vermoedelijk werden oudere lijken steeds dieper in de nis geduwd en werden verse doden vooraan in foetushouding gelegd.
De vormgeving van het hypogeum is nog steeds een bron van informatie (vergelijk de overkragende dakconstructie). Bovendien bewijzen resten van beschildering in rode oker op plafond en wanden dat ook de bovengrondse tempels rijkelijk versierd moeten zijn geweest met spiraalvormige krullen zoals ze in steen werden uitgewerkt in de tempel van Tarxien.
In een van de wanden bevindt zich een met rode oker versierde nis. Volgens een moderne mythe werd deze holte gebruikt als orakelruimte, want de akoestiek van de ruimte versterkt het stemgeluid en veroorzaakt een holle klank.
Het blijft echter moeilijk om de functie van iedere ruimte goed te interpreteren.

## Tempelbouw en samenleving

Mnajdra

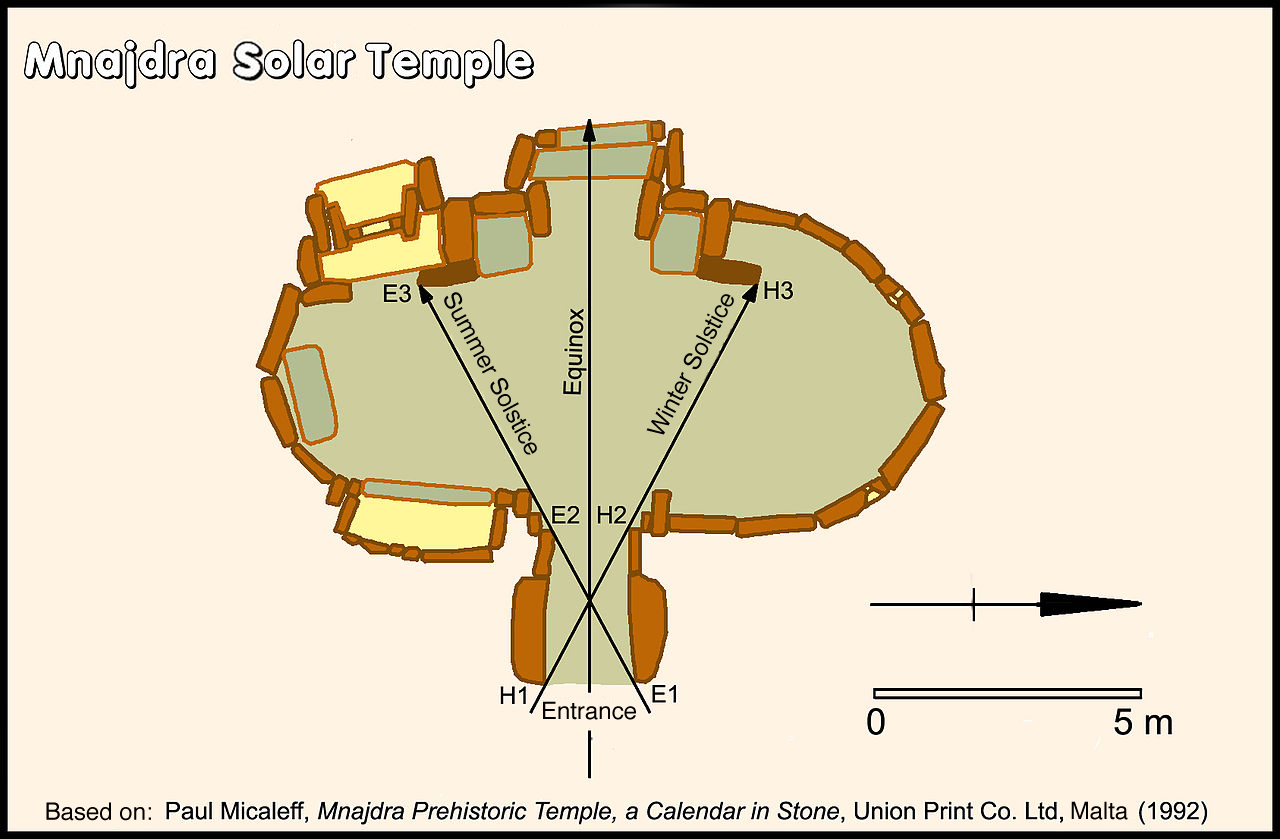
'Zonnetempel' Mnajdra

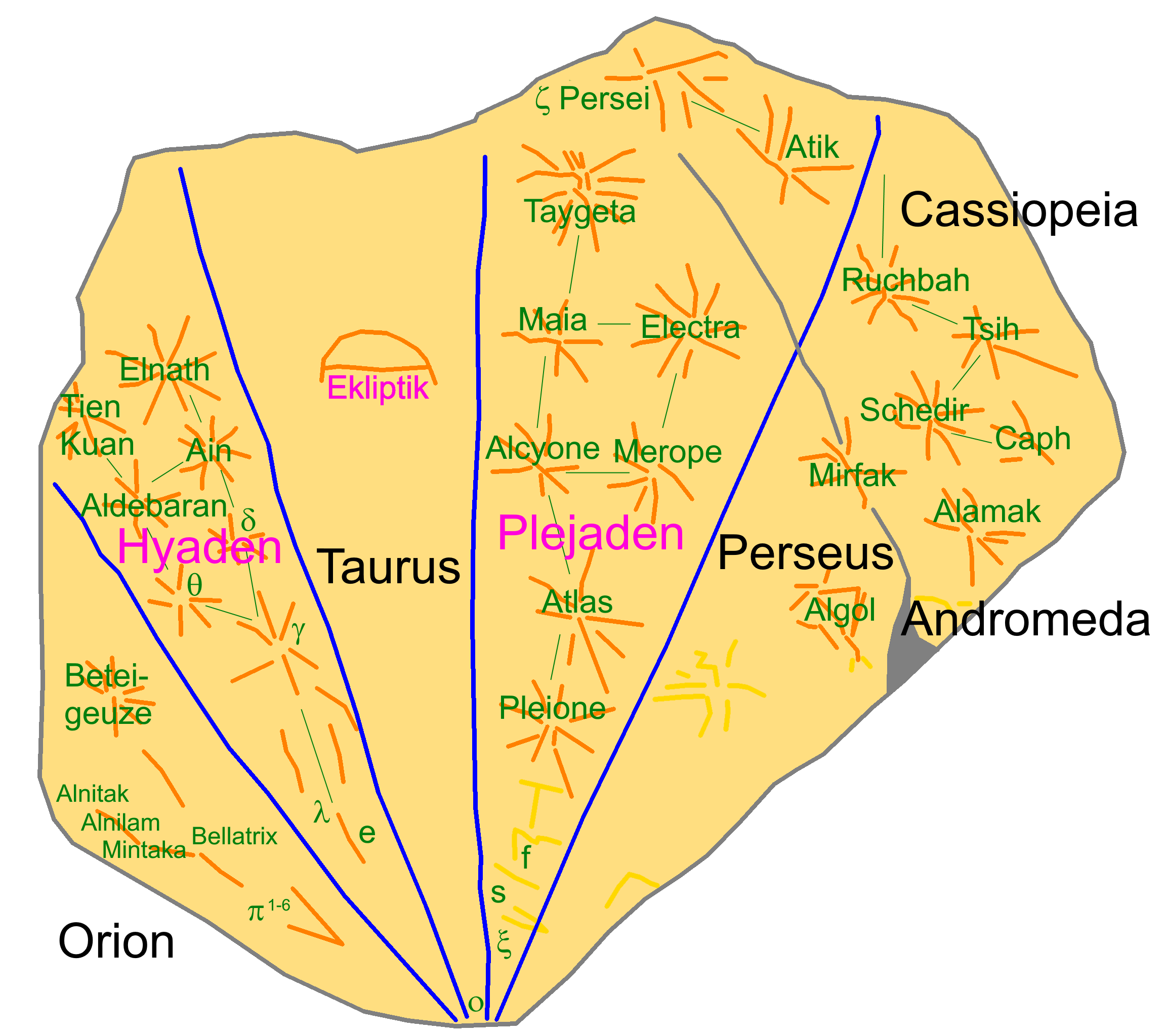
Sterrenkaart, aangetroffen in de Tal-Qadi tempel

Op basis νan vergelijkend antropologisch en etnografisch onderzoek hebben onder meer de archeologen Trump en Renfrew geprobeerd de maatschappij achter de tempelbouwers te reconstrueren.
Renfrew heeft berekend dat het eiland Malta met zijn 246 km² een bevolking kon dragen van 50 inwoners/km². Dat zou de totale bevolking op ongeveer 11000 inwoners brengen. Hij ontwikkelde een model met een indeling van het gebied in territoria rond tempelclusters; er zouden in totaal 6 territoria, die elk tot een clan behoorden, zijn geweest. Deze clans zouden dan verspreid hebben gewoond met elk een eigen kern van 2 à 3 tempels.
De afstand tussen deze tempels zou nooit meer bedragen hebben dan 500 à 2000 m. De kernen waren gebouwd op strategische plekken in valleien of bij de zee. Elk territorium zou hebben toebehoord aan een clan van ongeveer 1000 à 2000 zielen.
De tempelverfraaiing zou in deze context ontstaan zijn vanuit een uit de hand gelopen clanrivaliteit. Men mag immers niet vergeten dat de andere kernen steeds binnen gezichtsafstand, (amper 6 km) lagen.
Vermoedelijk was de bouwwoede meer dan enkel clanrivaliteit. Er waren zonder twijfel ook religieuze motieven. Zo vermoedt men het bestaan van een vruchtbaarheidscultus, op basis van vondsten van vrouwenbeeldjes, waarvan de interpretatie echter omstreden is. Er zijn ook seksueel ambigue beeldjes gevonden. Er was vermoedelijk veel ruimte voor voorouderverering (de tempel als centrum van voorouderlijke stabiliteit). Het apsidale grondplan zou nog een verwijzing zijn naar de niervormige familiegraven uit de Zebbugfase. Verschillende wetenschappers zijn er overigens van overtuigd dat de tempels in het kader van deze cultus ook een herverdelende functie hadden, waarbij bijvoorbeeld het vlees van geofferde dieren uitgedeeld werd (vergelijk met de doorgeefluiken in de muurschermen).
De religieuze elite moet in dergelijke context veel politieke macht gehad hebben. Bovendien zouden zij (nog steeds volgens Renfrew) hun macht steeds hebben vergroot door de rivaliteit met andere clans aan te moedigen.
De bouwgeschiedenis van de tempels lijkt dit te onderstrepen. We zien een voortdurende verfraaiing die enorm veel energie gevergd moet hebben van de kleine gemeenschap die er verantwoordelijk voor was. Bovendien werd die gemeenschap ook steeds meer uitgesloten van wat er zich in de tempel afspeelde.
De bouw van schermen en orakelgaten wijst op een toenemende exclusiviteit en hiërarchie in de samenleving. Renfrew is er zelfs van overtuigd dat de onderlinge rivaliteit uiteindelijk in de Tarxienfase leidde tot de hegemonie van de Tarxientempel en Ġgantijatempel over de andere territoria.
De kernpositie van de tempel in de samenleving was multifunctioneel. Hij was zowel het brandpunt van de religie, als de economische en politieke macht, net zoals dat in die tijd in het oude Sumerië het geval was. De tempel had daar de leiding in elke belangrijke activiteit, niet alleen als religieus centrum, maar ook als werkbeurs voor handwerkslieden en voor het regelen van handelspraktijken en de bezigheden op het land.
Het belang van zon en sterren wordt duidelijk in de sterrenkaart van Tal-Qadi en in meerdere tempels, zoals het belang van de equinoxen en zonnewendes in Mnajdra en Ħaġar Qim.

## UNESCO-sites
De belangrijkste sites zijn als werelderfgoed sites geklasseerd door de Unesco.

### Ġgantija
Het Ġgantija-tempelcomplex, dat vermoedelijk aan een moedergodin gewijd was, ligt aan het uiteinde van het Xagħra-plateau en kijkt uit naar het zuidoosten. Men wist al heel lang van zijn bestaan af en een nauwkeurig plan bestond nog vóór er opgravingen plaatsvonden, opgemaakt door Jean-Pierre Hoüel aan het eind van de achttiende eeuw).

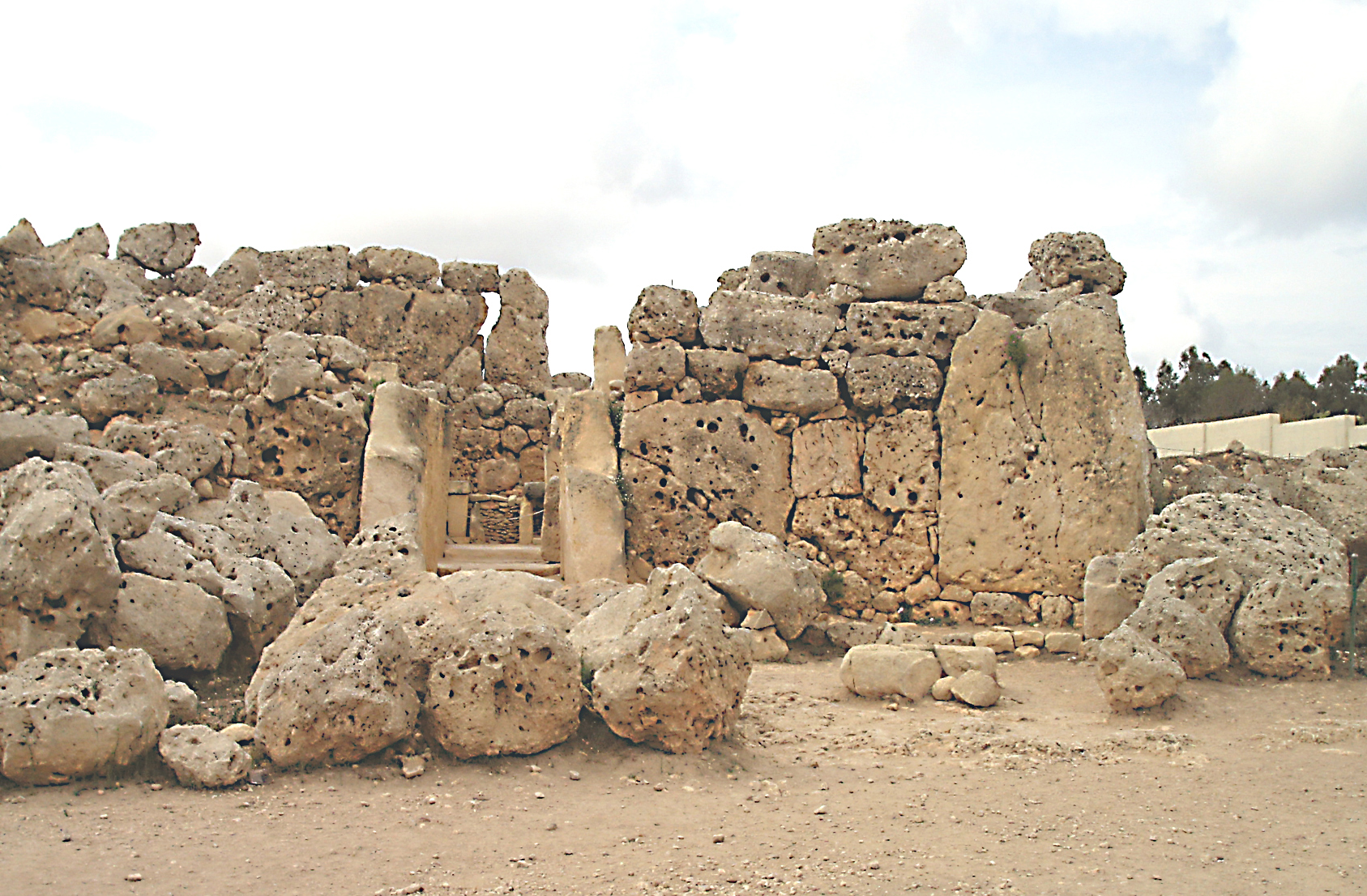
Megalithische restanten van Ġgantija.

In 1827 werd de site van allerlei afval ontdaan, zodat de bodem en eventuele overblijfselen verloren gingen zonder nauwkeurig onderzoek. Dit verlies werd deels goedgemaakt door het werk van de Deense kunstenaar Karl Brochtorff, die de site veelvuldig schilderde, een paar jaar voor zij werd opgeschoond.
Een grensmuur omsluit de twee tempels. De zuidelijke tempel is de oudste en is beter bewaard dan de noordelijke. Het grondplan omvat vijf grote apsissen, met sporen van de pleisterbedekking die ooit de onregelmatige ruwbouwmuren afdekte.

### Ta’ Ħaġrat
De Ta' Ħaġrat tempel in Mġarr is gelegen in de oostelijke uithoek van het dorp, ongeveer een kilometer van de Ta' Skorba tempels.
De overblijfselen bestaan uit een dubbele tempel, samengesteld uit twee aangrenzende complexen, beide in de vorm van een klaverblad. De twee gedeelten zijn minder regelmatig gepland en ook kleiner dan veel andere neolithische tempels op Malta. Er is geen decoratie van steenblokken. Sir Temi Żammit groef de site in 1925–1927 uit.
Een dorp op de site, dat uit vroeger tijd stamt dan de tempels, leverde volop artefacten van wat bekend is geraakt als Mġarr fase aardewerk. De complexen van Ta'Hagrat en Skorba laten zien hoe de traditie van de tempelbouw werd overgedragen in Malta.

### Ta’ Skorba (Skorba)

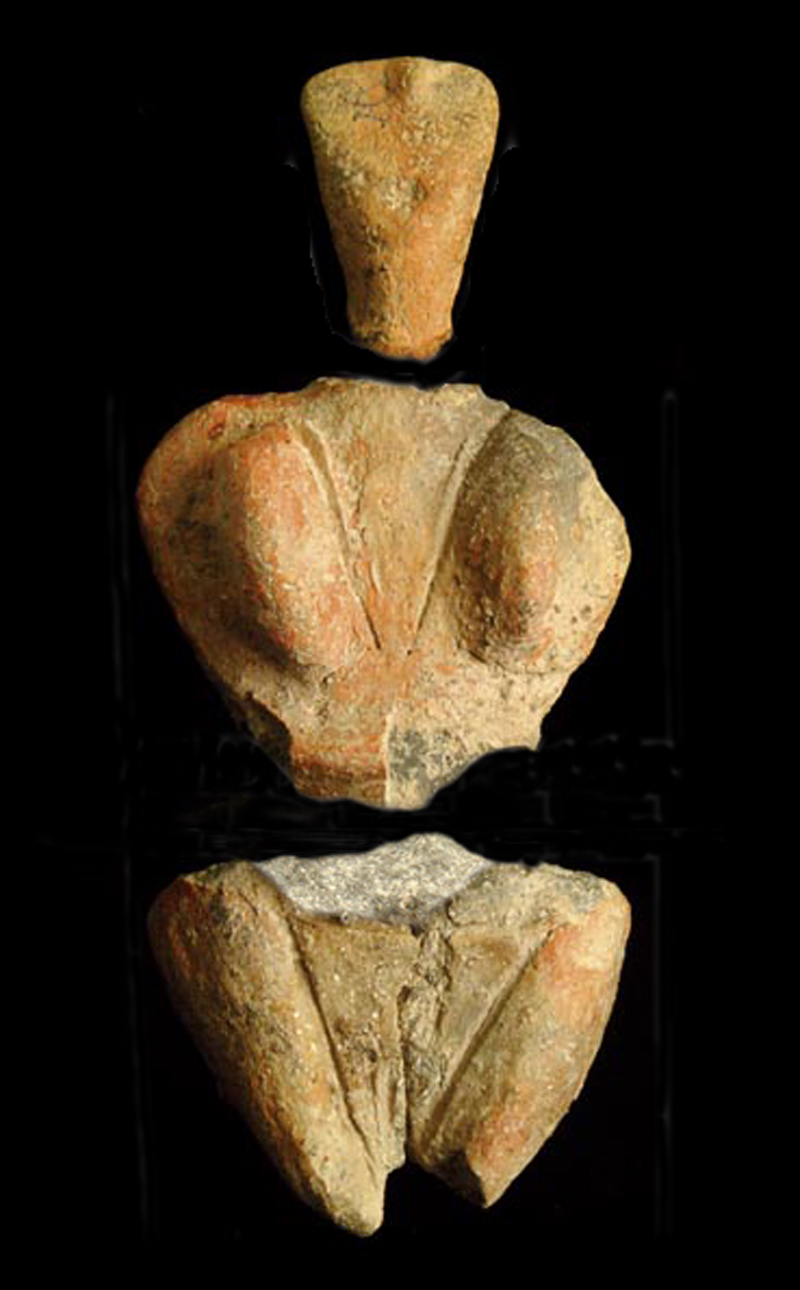
Figurine uit Skorba

Het belang van deze site is minder gelegen in de overblijfselen dan wel in de informatie die de opgravingen zelf leverden.
Dit monument heeft de typische vorm van de drie apsissen van de Ġgantijafase. Het grootste gedeelte van de eerste twee apsissen en de hele voorgevel zijn met de grond gelijk gemaakt. Wat er overblijft is het plaveisel, de toegangsportiek met zijn perforaties, de 'torba' vloeren en een grote opstaande megaliet van koralijn kalksteen. De noordelijke muur is beter bewaard. Oorspronkelijk was daar de toegang tot een open hof, maar deze werd later (in de Tarxienfase) afgesloten en er werd een altaar gezet in de hoeken van het afgesloten portaal. Ten oosten van deze tempel werd een tweede bouwwerk opgetrokken in de Tarxienfase, een met vier apsissen en een centrale nis.
De oudste structuur is de elf meter lange rechte wal in het westen van de eerste toegang tot de tempels. De opvulling bevatte materiaal afkomstig van de vroegst bekende menselijke bewoning van het eiland in de Għar Dalam fase.
In een tijd, voordat deze tempels gebouwd werden, had deze regio een dorp gehuisvest gedurende ongeveer twaalf eeuwen.
Tussen het huisafval, dat in dit materiaal zat, bevond zich houtskool en verkoold graan en ook verschillende stukken bepleistering die bij toeval waren gebakken. De verkoolde resten zijn met radiocarbondatering geanalyseerd en ze werden in 4850 v.Chr. gedateerd.

### Ħaġar Qim

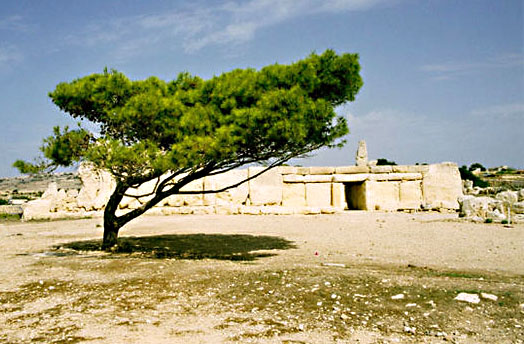
Voorhof van de Ħaġar Qim tempel.

Ħaġar Qim staat op een heuveltop zowat twee kilometer van het dorp Qrendi vandaan.
De bouwers gebruikten zachte globigerina kalkrots uit de bovenkant van de richel. Het gevolg van die keuze is duidelijk zichtbaar aan de zuidmuur waar de grote orthostaten aan de zeewind zijn blootgesteld. Hier heeft de tempel aanzienlijke schade van het weer en is in al die eeuwen behoorlijk gaan afschilferen.
De voorgevel van de tempel is typisch, met zijn trilithon portaal, een bank en orthostaten. Er is een ruim voorhof. Er is doorgang door het midden van het gebouw van voor naar achter en omgekeerd.
Het portaal met de eerste hal volgt de algemene lijn van de Maltese megalithische design, maar de tweede tempelruimte werd aanzienlijk veranderd.
De linker apsis van deze tweede ruimte geeft toegang tot vier binnenruimten, die los van elkaar staan.
Een van de kamers heeft een ovale opening, waardoor licht valt tijdens de zonnewende van 21 juni.

### Mnajdra

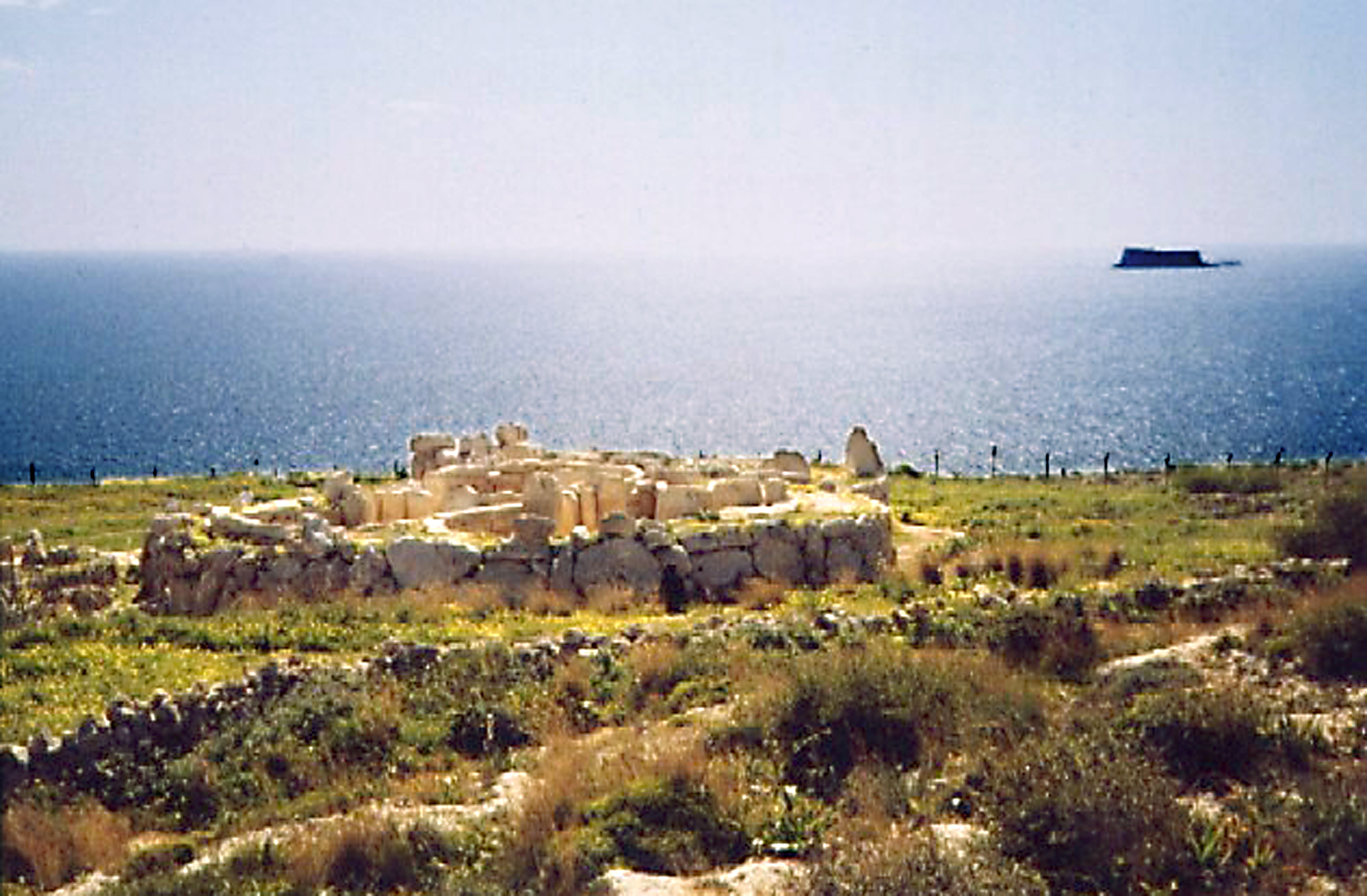
Mnajdra inplanting.

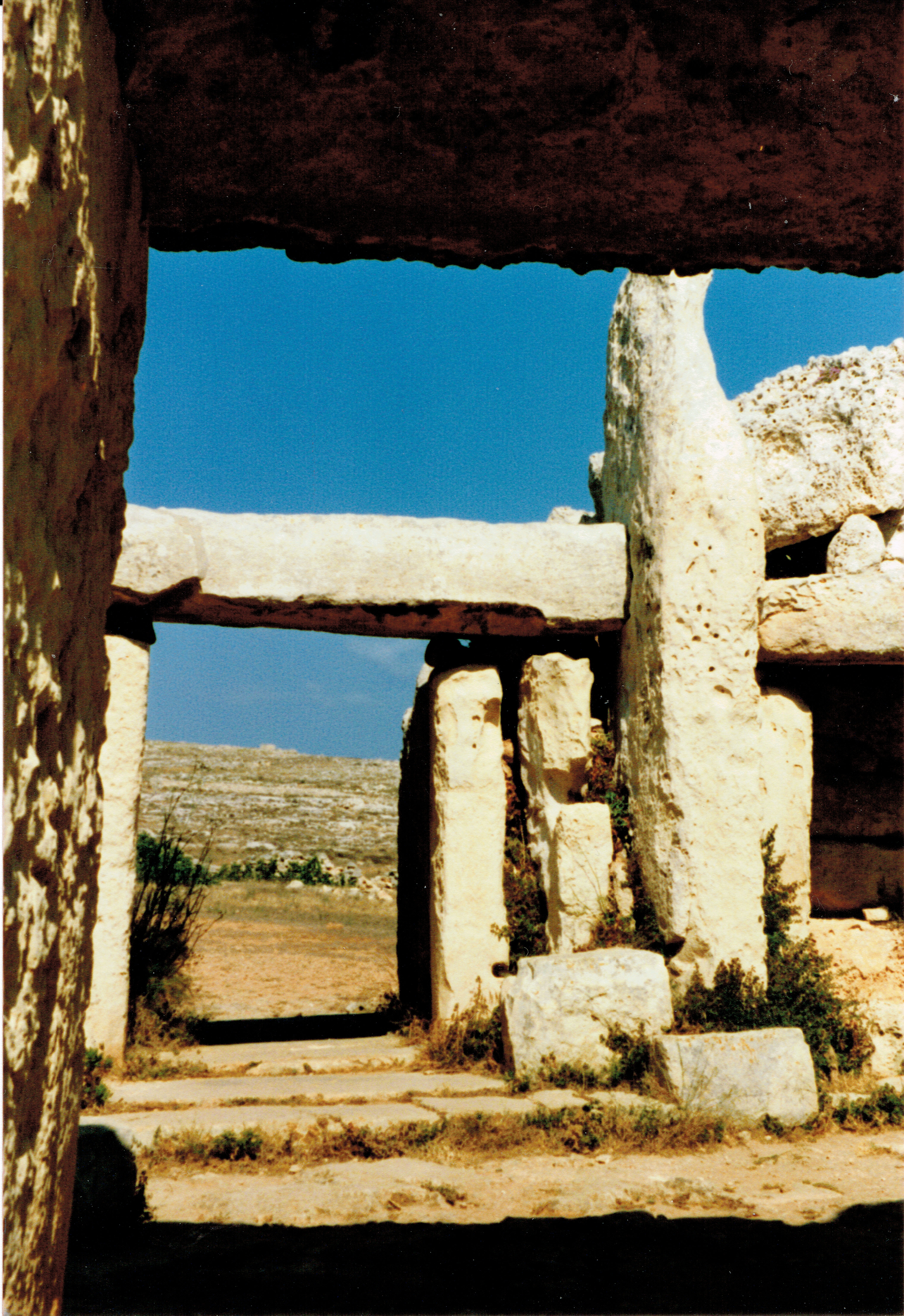
De neolithische tempel van Mnajdra

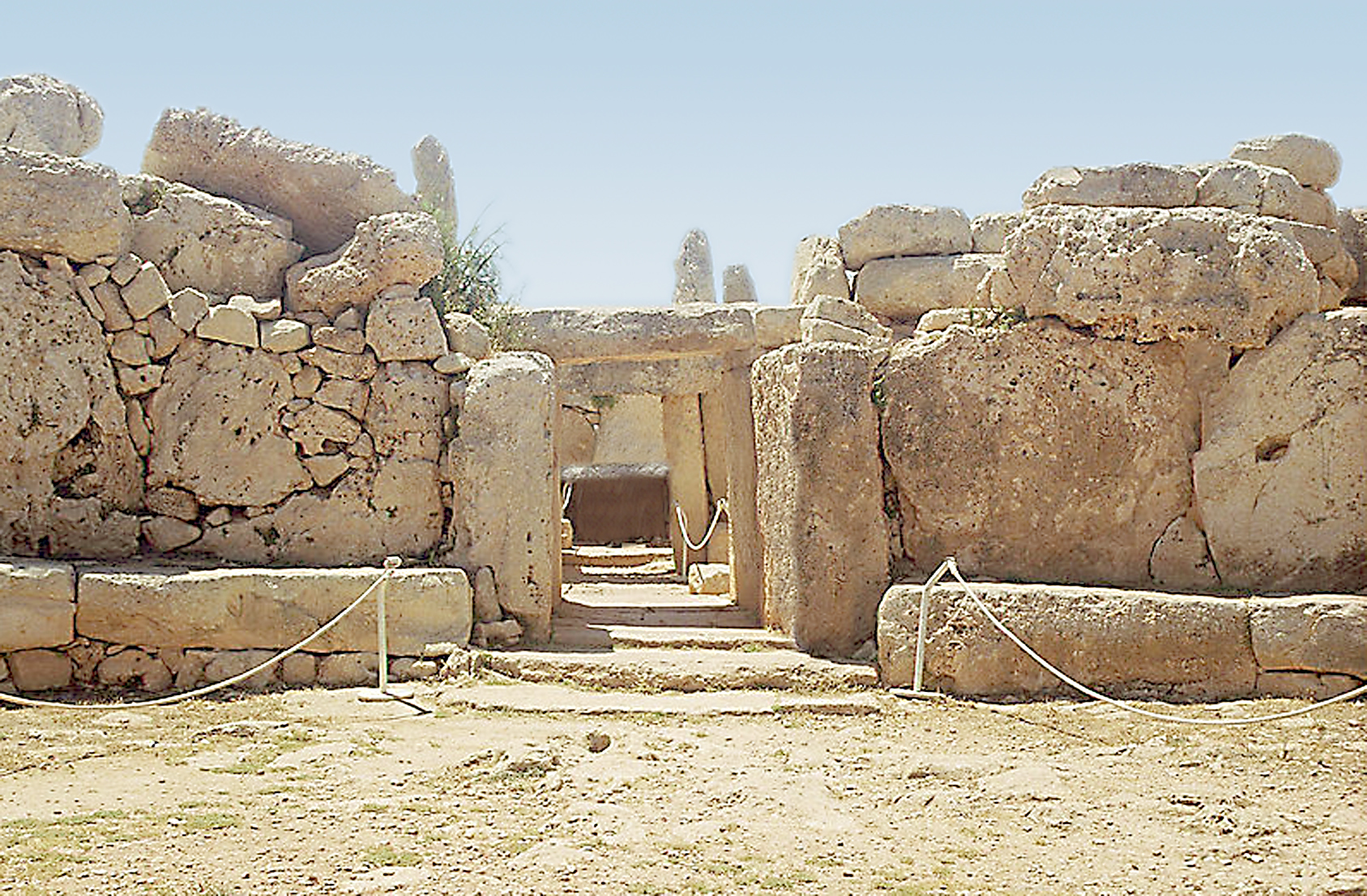
Voorhof Mnajdra met toegang zuidelijke tempel.

De tempels van Mnajdra bevinden zich op 500 meter afstand – richting zee – van de Ħaġar Qim tempel en zijn als het ware ingekuild in de kliffen. Het is een complexe site gegroepeerd rond een ovaal voorhof ligt. De drie aangrenzende tempels kijken uit op dit voorhof terwijl een terras aan de zuidzijde het complex afscheidt van een diepe glooiing naar de zee toe.
De oudste tempel heeft een kleine klaverbladvorm en stamt uit de Ġgantijafase. De ongebruikelijke drievoudige ingang is op een grotere schaal gekopieerd bij een tweede tempel.
De middelste tempel is de laatst gebouwde. Hij is tussen de twee andere in gezet gedurende de Tarxienfase, na 3100 v.Chr. Hij bevat vier apsissen en een nis.
De derde tempel dateert van de vroege Tarxienfase.
De voorgevel is opvallend concaaf, met een zitbank, orthostaten en een trlithon ingang.
Op de equinoxen en winter- en zomerzonnewende valt het licht van de opkomende zon door de deuropening. Het verlicht gedecoreerde steenblokken.

### Tarxien
De vier tempels die men hier aantreft werden, in het begin van de twintigste eeuw, opgegraven door Temi Żammit.
Dit tempelcomlex bevindt zich 400 meter ten oosten van het hypogeum van Hal Saflieni. Net als het hypogeum is deze site volledig omgeven door moderne woonhuizen. Dit doet geen afbreuk aan de waarde van de site maar de sfeer die uitgaat van de omgeving rondom de andere tempels, onder meer te Ġgantija en Hagar Qim, is hier afwezig.
Men benadert het complex via het grote voorhof van de zuidelijke tempel die opvalt door zijn rondere gevel. Een grote watercisterne bevindt zich onder het voorhof.
De vroegste tempel in het noordoosten is tussen 3600 en 3200 v.Chr. (Ggantija-fase) gebouwd en had vijf halfronde apsissen met een doorgang in het midden. Van deze tempel rest zeer weinig.

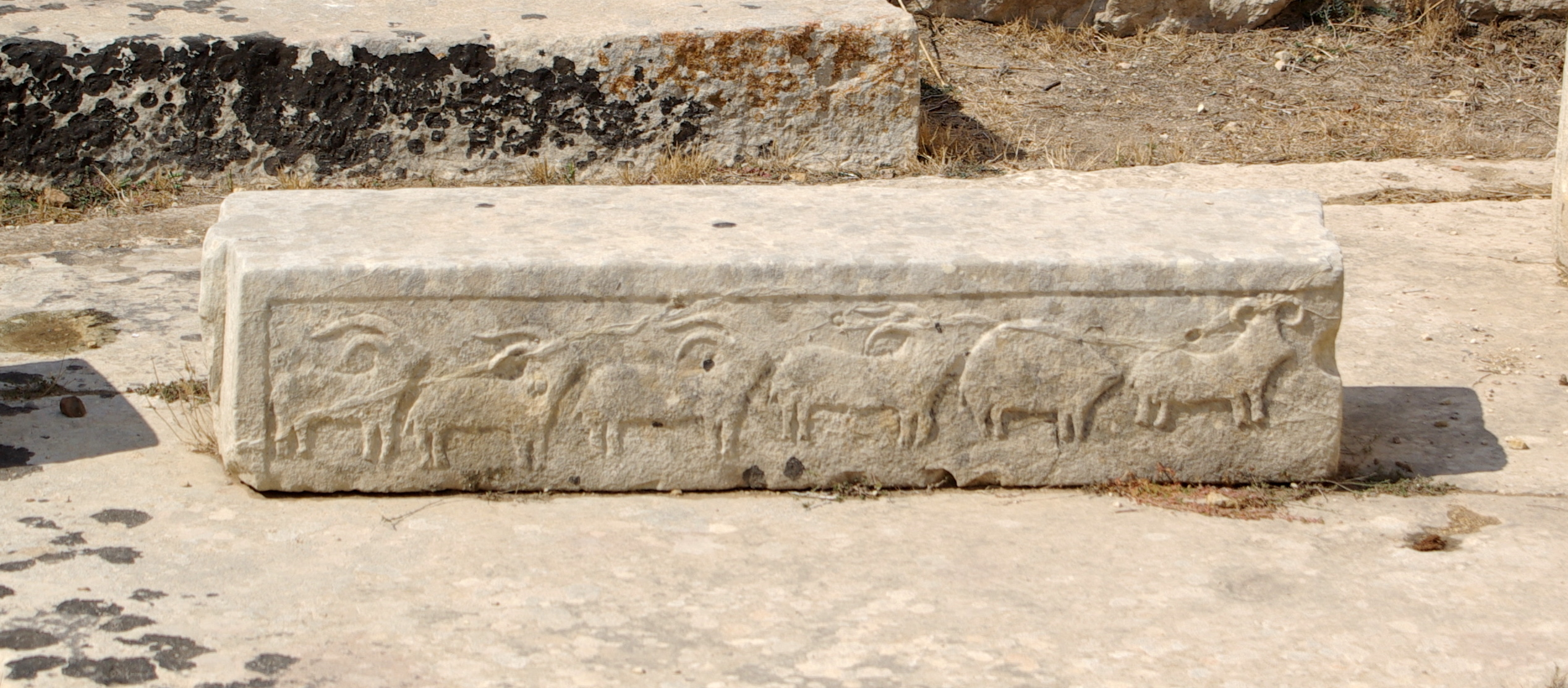
Gebeeldhouwd reliëf bij de Tarxien tempels.

De andere tempels zijn in de Tarxienfase gebouwd, tussen 3150 en 2500 v.Chr. De zuidelijke heeft twee parallelle halfronde aspissen verbonden door een doorgang; de tweede apsis rechts werd aangepast om toegang te geven tot de centrale tempel. Deze centrale tempel heeft zes apsissen. De oostelijke tempel ten slotte bestaat uit twee parallelle paren apsissen met een doorgang in een richting die parallel loopt aan die van de zuidelijke tempel. Aan het uiteinde werd een vijfde apsis toegevoegd.
Deze tempels zijn solide gebouwd met grote stenen soms ruw opgezet.
Andere muren werden met grote nauwkeurigheid neergezet en maken in al hun eenvoud een sterke indruk.
De binnenwanden zijn met zorg afgewerkt en op verschillende plaatsen versierd met gebeeldhouwde spiraalvormige motieven.
In een van de kamers zijn tekeningen van twee stieren en een zeug in bas-reliëf op de muren aangebracht.
In de eerste apsis rechts van de zuidelijke tempel bevond zich het grote beeld van de godin. Bij de opgravingen door Zammit werd alleen het onderste gedeelte vanaf de taille weergevonden. Het origineel bevindt zich in het archeologisch museum te Valletta. Een kopie werd op de site neergezet.